# Rotes Moor (Rhön)
Koordinaten: 50° 28′ 0″ N, 9° 58′ 50″ O

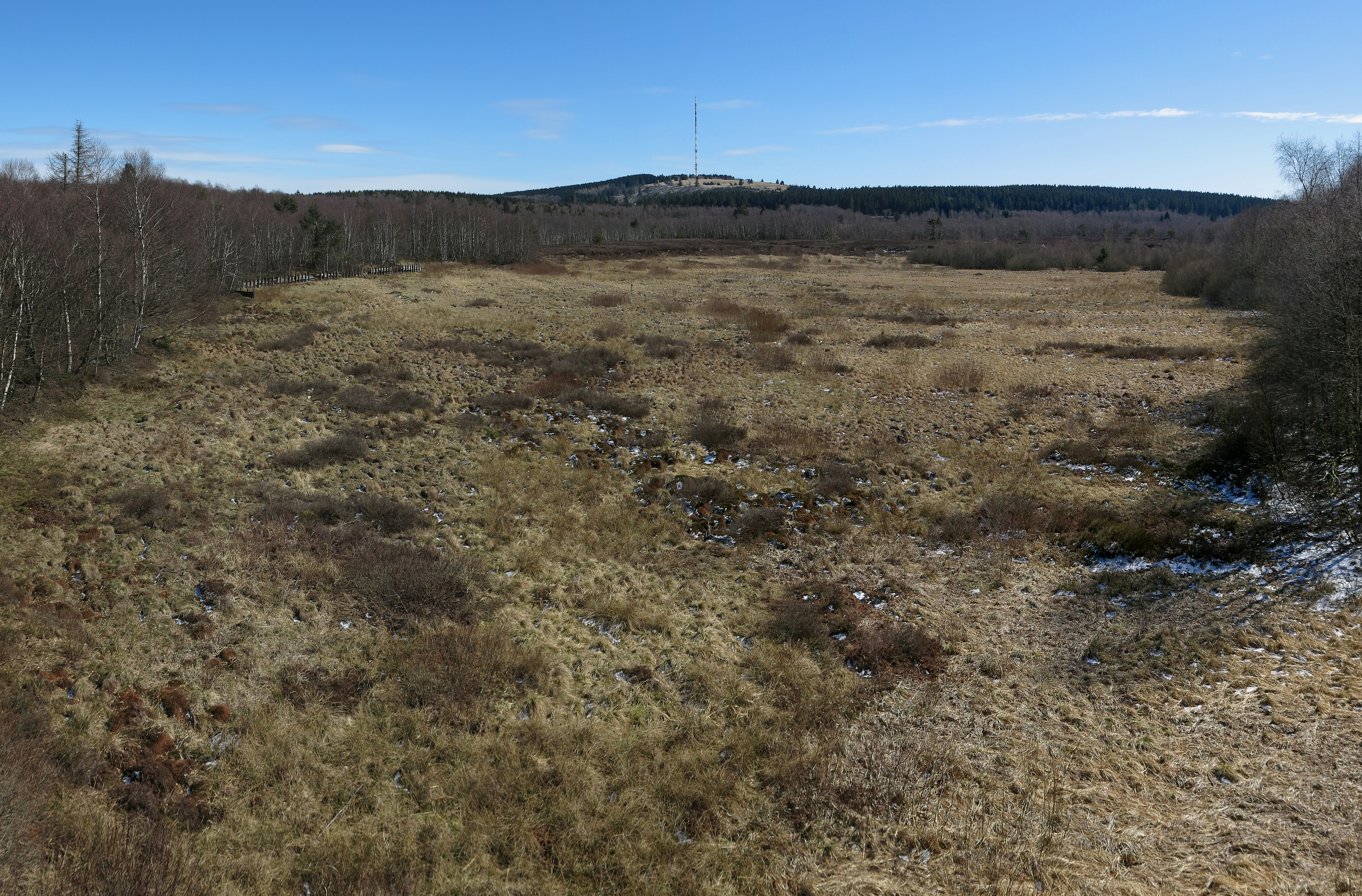
Abgetorfter, nördlicher Bereich des Großen Roten Moores, im Hintergrund der Heidelstein

Das Rote Moor ist ein Hochmoor in der Hessischen Rhön. Es ist Teil des gleichnamigen Naturschutzgebietes im Biosphärenreservat Rhön und Bestandteil des europaweiten Schutzgebietssystems Natura 2000. Das Rote Moor ist nach dem in der Bayerischen Rhön liegenden Schwarzen Moor (66,4 Hektar) mit 50 Hektar das zweitgrößte Hochmoor in der Rhön. 175 Jahre lang, von 1809 bis 1984, wurde Torf abgebaut. Der innere Bereich des Hochmoores ist, bedingt durch den langen Torfabbau, stark geschädigt. Nur seine Randgebiete sind noch weitgehend ungestörte Flächen, die auch besser und typischer entwickelt sind als im acht Kilometer entfernten Schwarzen Moor. 1979 begannen umfangreiche Renaturierungsmaßnahmen, die 2025 mit der Wiedervernässung des Legmoores und dem Anlegen eines Schwingrasens nahezu abgeschlossen sind.

## Geografie

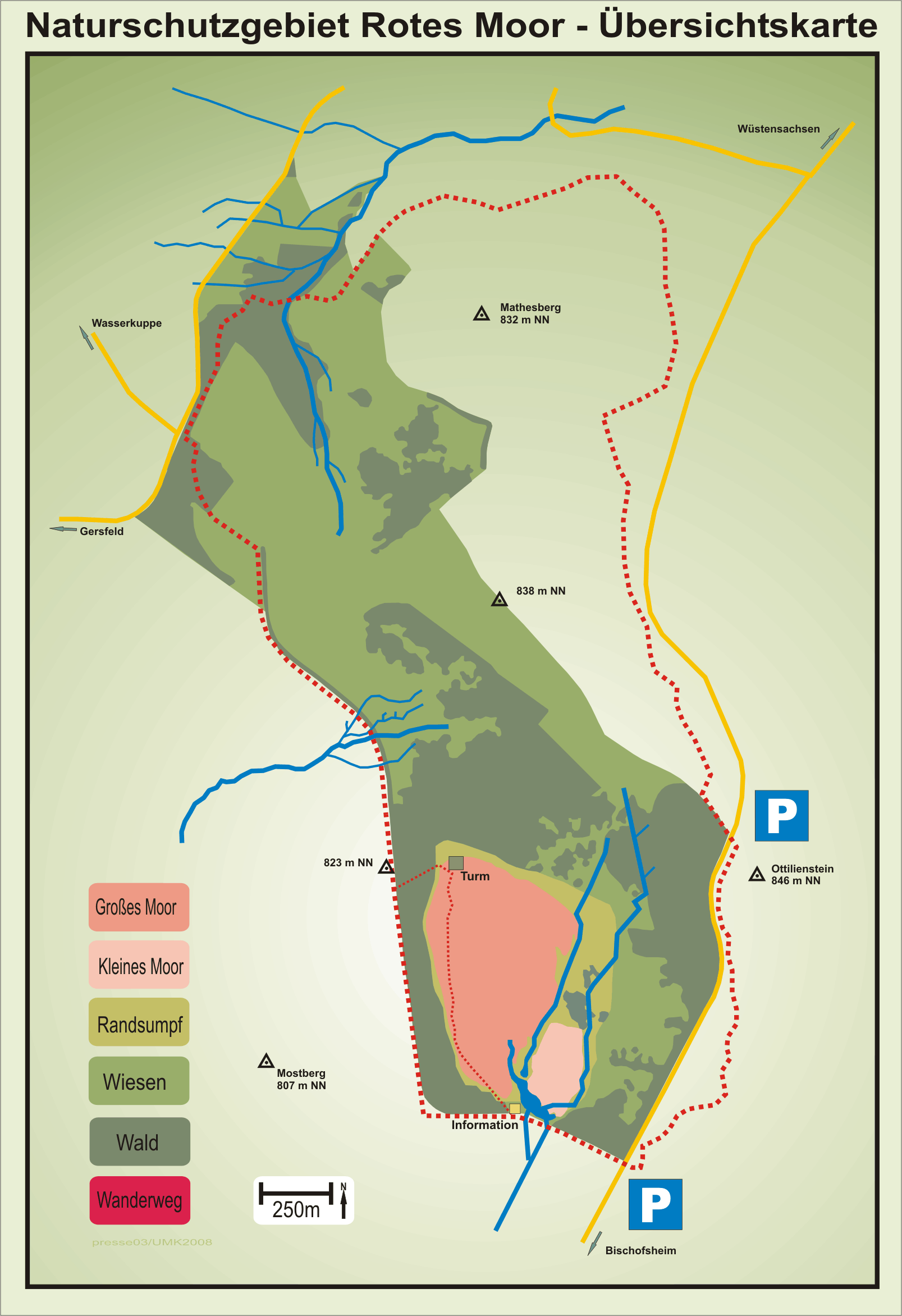
Übersichtskarte des Naturschutzgebietes Rotes Moor

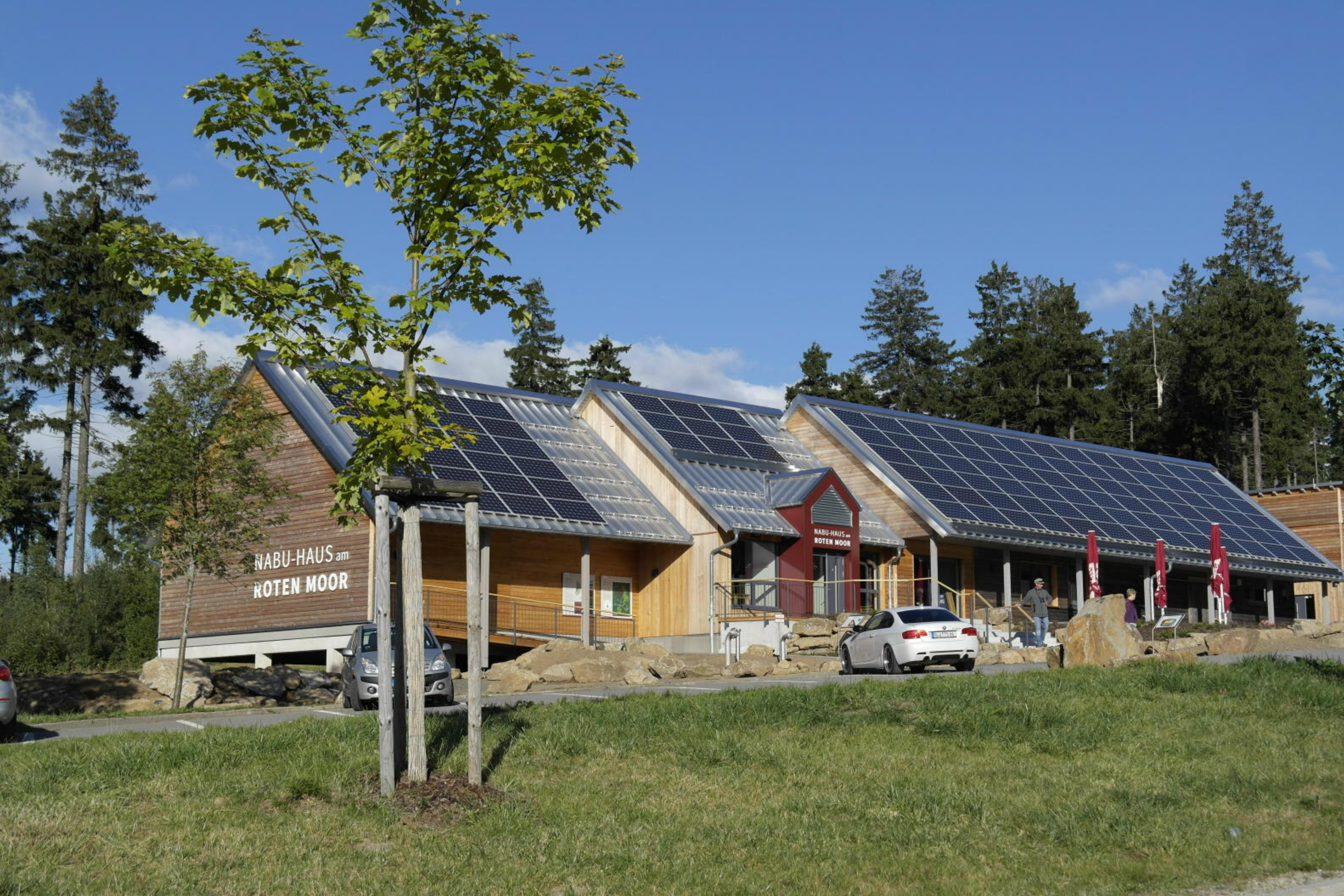
Blick auf das Haus am Roten Moor (2016)

Das Rote Moor ist das größte Hochmoor in Hessen, gefolgt von dem vier Hektar großen Moor in der Breungeshainer Heide auf dem Hohen Vogelsberg. In der Rhön ist es nach dem Schwarzen Moor das zweitgrößte Moor vor dem Großen (acht Hektar) und Kleinen Moor (zwei Hektar) am Stirnberg, sowie dem Moorlein am Rasenberg. Bedingt durch den Torfabbau bis in die 1980er Jahre ist nur noch eine Fläche von zirka fünf Hektar als Kernzone vorhanden. Das Rote Moor gliedert sich in zwei Teilgebiete: in das Große Rote Moor (ehemals 32 Hektar Hochmoorfläche – heute knapp elf Hektar) und in das Kleine Rote Moor (ehemals sieben Hektar Hochmoorfläche – heute 1,7 Hektar). Es liegt etwa fünf Kilometer südöstlich der Wasserkuppe an der Bundesstraße 278 zwischen der Gemeinde Ehrenberg (Ortsteil Wüstensachsen) auf hessischer Seite und der Stadt Bischofsheim in der Rhön auf bayerischer Seite.
Das Moor erstreckt sich etwa einen Kilometer in Nord-Süd-Richtung und 600 Meter in West-Ost-Richtung. Die tiefste Stelle am südlichen Ende des Moores liegt auf 804 Meter über Normalnull und steigt im Norden bis auf etwa 830 Meter an. Begrenzt wird das Moor durch die umgebenden Berge – im Uhrzeigersinn beginnend – im Norden vom Mathesberg (831,8 Meter), vom Ottilienstein im Nordosten (846,4 Meter), vom Heidelstein im Osten (925,7 Meter), vom Kesselstein im Süden (799,2 Meter), vom Mostberg (807,4 Meter) im Westen und vom Feldberg im Nordwesten (815,2 Meter).

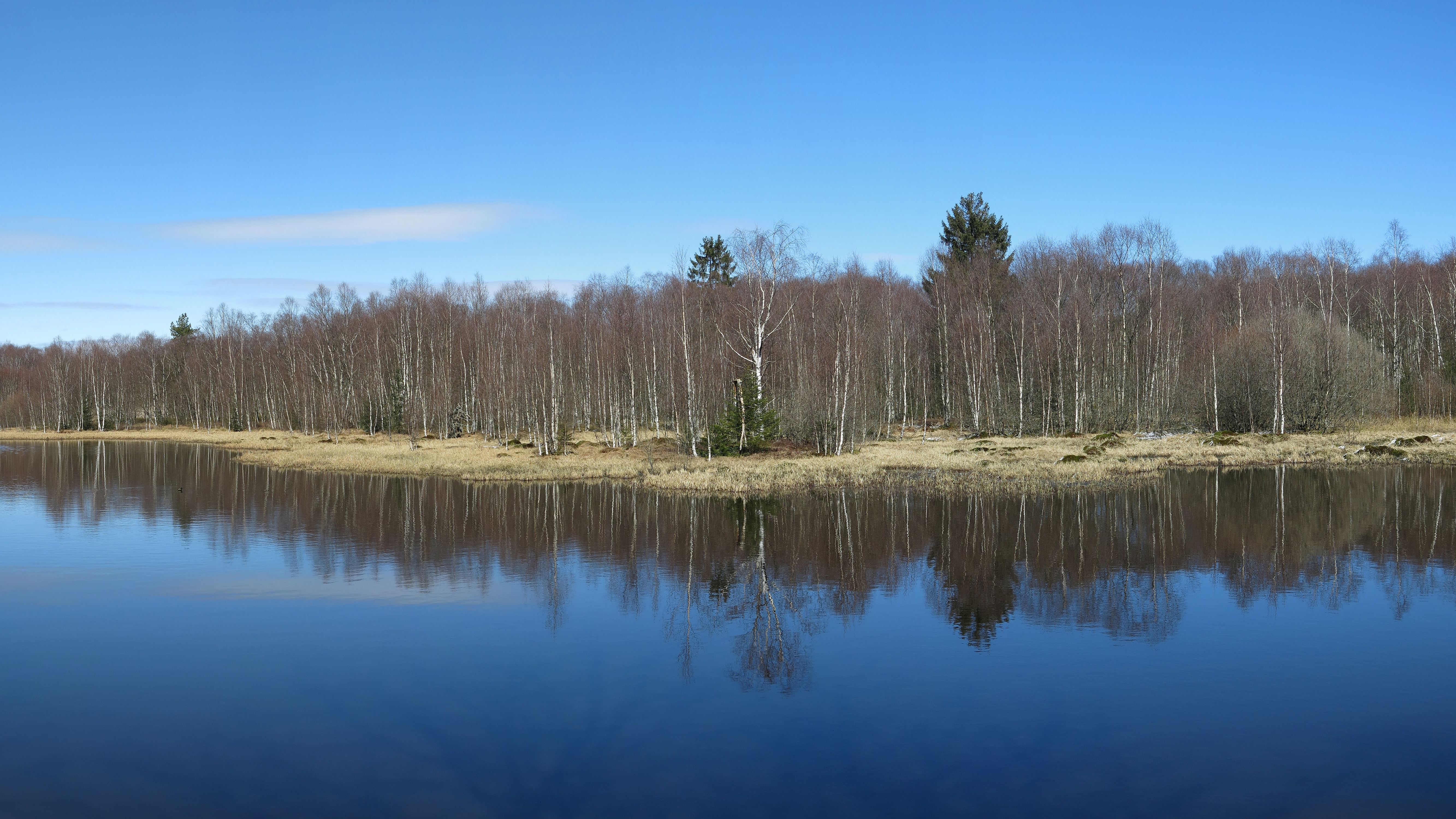
Der Moorweiher (Stausee)

Das Rote Moor liegt im südlichen Teil des 314,7 Hektar großen Naturschutzgebiets Rotes Moor. Das 1979 ausgewiesene Naturschutzgebiet, dessen Name auf das Hochmoor zurückführt, liegt größtenteils über 800 Meter über Normalnull, mit Abweichungen von 720 bis 835 Meter über Normalnull. Es zählt zu den ältesten und größten Naturschutzgebieten in Hessen und erstreckt sich zwischen der Wasserkuppe und dem Heidelstein auf dem flachwelligen Sattel der Hohen Rhön, bei einer Nord-Süd-Ausdehnung von 3,5 Kilometer und einer Breite von 0,6 bis 1,2 Kilometer. Im Naturschutzgebiet gibt es noch weitere kleinere Vermoorungen mit geringer Torfmächtigkeit, es wird durch drei Quellmulden bestimmt. Der Abfluss am tiefsten Punkt des Moores heißt Moorwasser. Der Bach fließt Richtung Süden in den Schwarzbach, der bei Bischofsheim in die Brend mündet und über die Fränkische Saale in das Flusssystem des Rheines gelangt. Innerhalb des Moores trennt das Moorwasser das südöstlich gelegene Kleine Rote Moor vom nordwestlich gelegenen Großen Roten Moor. Vor dem Abfluss am 1973 angelegten künstlichen Damm dehnt sich heute ein kleiner Stausee aus. Ein weiterer Quellfluss, der Feldbach, fließt nach Westen in die Fulda. Ein dritter Bach, der Grumbach, fließt nach Norden in die Ulster, einen Nebenfluss der Werra. Werra und Fulda bilden zusammen später die Weser. Somit liegt das Naturschutzgebiet auf der Wasserscheide zwischen Rhein und Weser.

### Entstehung
Das Rote Moor entstand, wie auch die anderen Hochmoore der Rhön, nach der letzten Eiszeit vor etwa 12.000 Jahren. Im Tertiär lagerten sich tonige Sedimente ab. Vor 25 bis 18 Millionen Jahren förderten Vulkane ausgedehnte Lavaströme zu Tage, die zu verwitterungsresistentem Basalt erstarrten. Während der letzten Eiszeit lag die Rhön im Periglazialbereich, sie war also nicht von Gletschern bedeckt. Große Hangmulden entstanden durch Firnerosion und Bodenfließen. In Gebieten, in denen Wasser stauende Sedimente wie Tone oder lehmige Verwitterungsrückstände der Basalte die Mulden abdichteten, konnten sich über Niedermoorstadien Regenmoore bilden. Die klimatischen Bedingungen mit hohen Niederschlagsmengen sowie niedrigen Bodentemperaturen begünstigten das Moorwachstum. Durch Pollenanalysen konnte die Entwicklung bis zur La-Tène-Zeit zurückverfolgt werden.

### Ursprünglicher Zustand

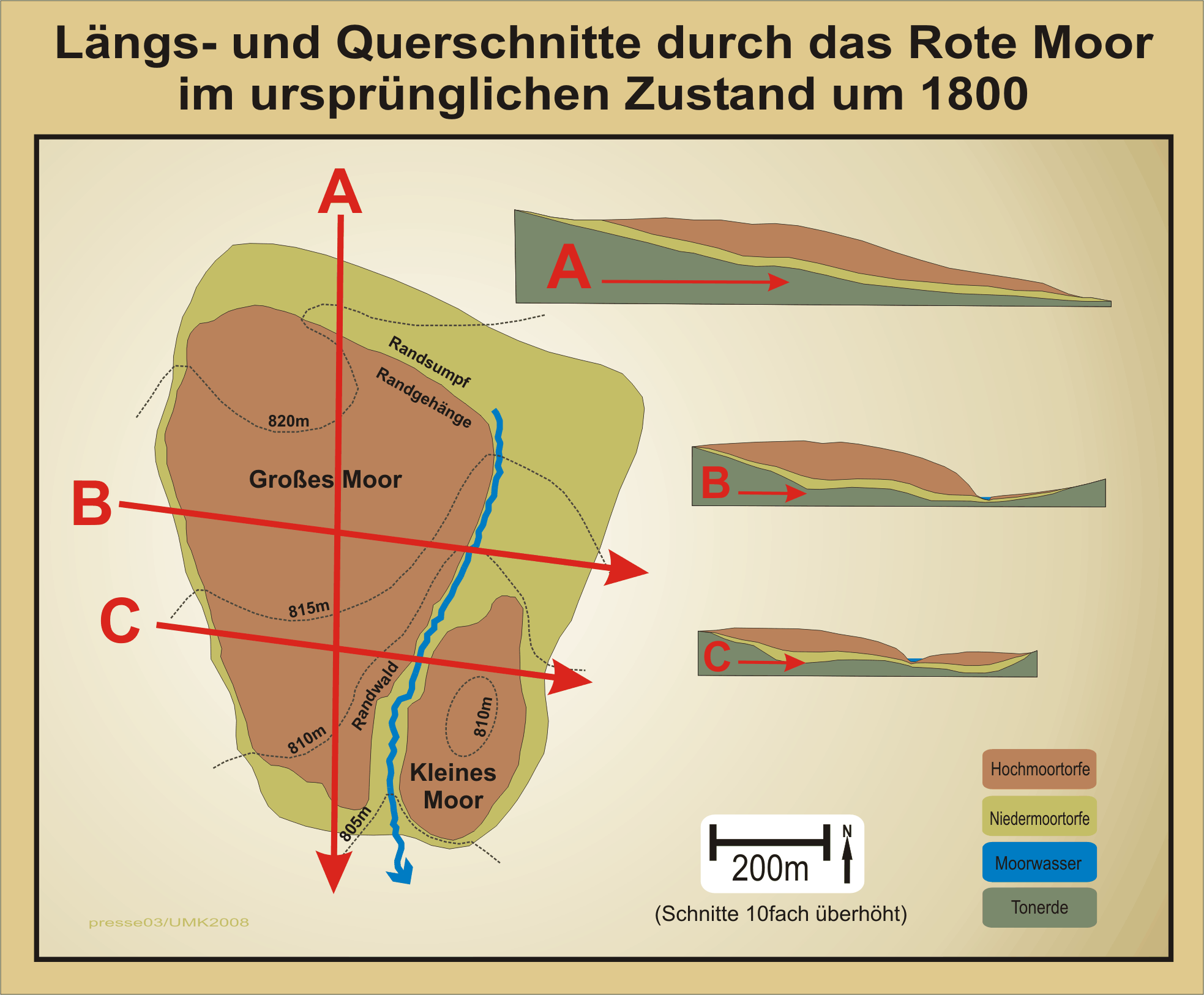
Karte vom ursprünglichen Zustand des Roten Moores – etwa um 1800

Eine zentrale baumfreie Hochfläche und ein gehölzbestandenes Randgehänge ist charakteristisch für ein Hochmoor. Das Randgehänge ist von einem Nieder- und Übergangsmoorstreifen (Randsumpf) umgeben. Im Randsumpf staut sich das aus dem Hochmoorbereich kommende Wasser an und fließt dann ab. Durch den Anstiegswinkel des angrenzenden Geländes und durch Wasserzufluss von außerhalb wird die Ausdehnung des Randsumpfes bestimmt. Diese Gliederung ist im Roten Moor trotz der Abtorfung noch zu erkennen.
Das Rote Moor besteht aus zwei voneinander getrennten Hochmoorteilen, nämlich dem Großen Roten Moor und dem Kleinen Roten Moor. Zwischen ihnen liegt ein von dem Bach Moorwasser durchflossener Niedermoorstreifen. Diesen sieht man als den gemeinsamen Randsumpf beider Moorteile an. Im Norden und besonders im Nordosten des Großen Moores, also nördlich des Kleinen Moores, ist der Randsumpf besonders breit. Dieser Streifen hat eine charakteristische Pflanzendecke mit dem seltenen Purpur-Reitgras, inselartig verteilten Ohr-Weiden-Büschen und Karpatenbirken-Gruppen. Die Karpaten-Birke (Betula pubescens ssp. carpatica) ist eine Unterart der Moor-Birke. Sie zählt zu den markantesten Baumarten der Moorlandschaft und fällt durch ihren bizarren Wuchs auf. Der Randwald ist am Ostrand des Großen Roten Moores, dessen Umfang man vom Aussichtsturm aus erkennen kann, besonders schön ausgebildet. Dieser Bereich besteht fast ausschließlich aus knorrigen Karpatenbirken, die einen hohen Wert für den Naturschutz haben.
Der Charakter und die Ausdehnung des Randwaldes hängt von der Breite und dem Gefälle des Randgehänges ab. Am schwächsten entwickelt war es am Nord- und Westrand des Moores, wo es nur schmal und weniger steil ausgebildet war. Aufgrund der Abtorfung ist dies nicht mehr deutlich zu erkennen. Wo früher eine baumfreie Hochfläche war, haben sich als Folge der Entwässerung Karpatenbirken angesiedelt. Von der ehemaligen Hochfläche sind heute nur noch kleine entwässerte Reste erhalten. Ursprünglich war diese Hochfläche, der Neigung des Untergrundes folgend, von Norden nach Süden schwach abfallend. Die Höhendifferenz betrug über die Entfernung von etwa 800 Metern 15 Meter.
Im Roten Moor scheint es größere Wasseransammlungen (Kolke) wie im Schwarzen Moor nie gegeben zu haben. Dies geht sowohl aus den ältesten Beschreibungen des Moores der 1920er-Jahre als auch aus dem Charakter der Torfschichten hervor, da in diesen keine Spuren solcher Moorgewässer erkennbar sind.

### Klima
Das Klima im Roten Moor und in den angrenzenden Höhenbereichen ist rau und kalt. Das Rhönvorland, welches im hessischen Teil etwa 400 Meter tiefer liegt, hatte 1961 bis 1990 Jahresmitteltemperaturen von sieben bis acht Grad Celsius. Die Hochrhön bildet eine Kälteinsel und weist Jahresmitteltemperaturen von 4,8 Grad Celsius (Wasserkuppe) auf. Das etwa zehn Kilometer nordöstlich gelegene Frankenheim hatte bei einer etwas geringeren Höhenlage (754 Meter über Normalnull) als das Rote Moor eine Jahresmitteltemperatur von 5,3 Grad Celsius bei einem Jahresniederschlag von 938 Millimetern. Auf der vier Kilometer nordwestlich gelegenen Wasserkuppe beträgt der durchschnittliche Jahresniederschlag 1084 Millimeter.
Die Hochrhön ist durch eine Schneebedeckung von bis zu 110 Tagen und eine kurze sommerliche Vegetationsperiode von Mai bis Oktober geprägt. Die Temperaturverhältnisse schränken das Pflanzenwachstum erheblich ein. Die Hauptwachstumsperiode dauert nur von Juli bis Mitte September. Hinzu kommen bis zu 200 Nebeltage und eine hohe Zahl an Tagen mit Raureifbildung. In der Nacht kann sich auf den Freiflächen dieser Höhenlage zu jeder Jahreszeit Kaltluft bilden und Frost auftreten.

## Flora und Vegetation

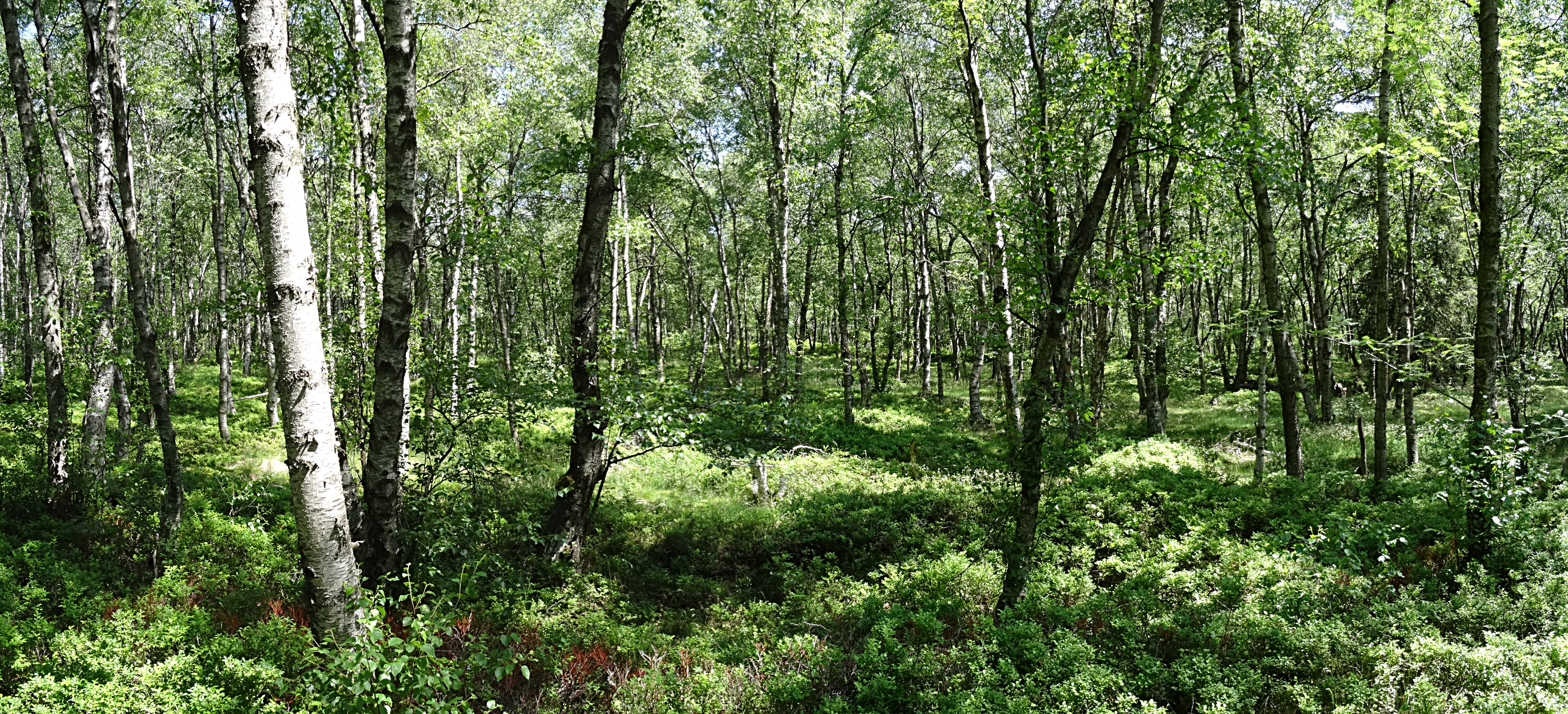
Karpatenbirkenwald

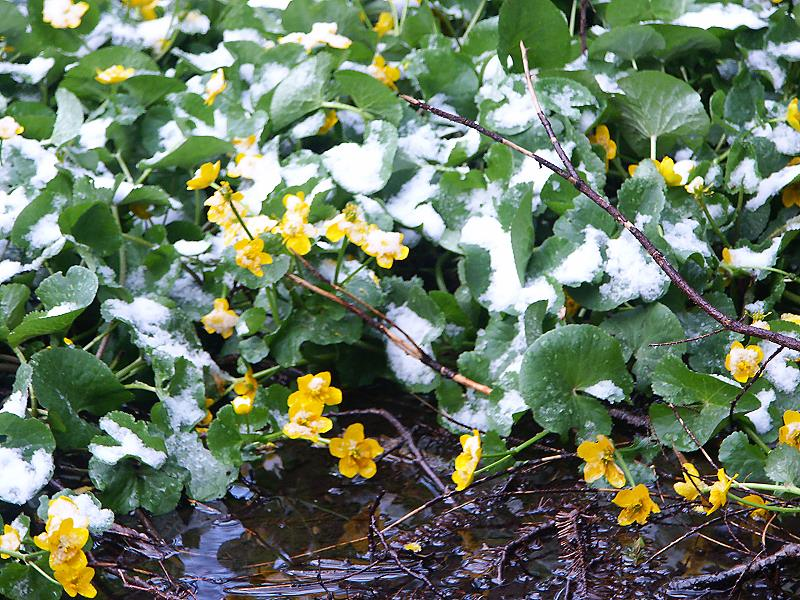
Sumpfdotterblumen im letzten Schnee des Frühjahres 2005

Das Moor ist in Abhängigkeit von der Oberflächengestalt in verschiedene Vegetationszonen gegliedert, die jeweils über besondere Nährstoff- und Wasserverhältnisse verfügen und eigene typische Pflanzengesellschaften besitzen. Auf dem Randgehänge des Roten Moors wächst Karpatenbirkwald. Das Untergehölz besteht aus Besenheide, Heidelbeere und Rauschbeere.
Das Niedermoor, welches das Moor in wechselnder Breite als Sumpfgürtel umgibt, schließt sich mit charakteristischer Grasvegetation als nächste Vegetationszone an. Typische Pflanzengesellschaften der Niedermoorzone sind Kleinseggenriede (Scheiden-Wollgras, Schmalblättriges Wollgras, Grau-Segge, Hunds-Straußgras, Sumpf-Blutauge, Sumpf-Labkraut, Sumpf-Kratzdistel, Fieberklee), Trollblumenfeuchtwiesen und Borstgrasrasen, die vom Aussterben bedrohte Moosbeere, die Krähenbeere, das Wollgras und das Purpur-Reitgras. Die Kleinseggenriede wachsen hier deshalb, weil sich das vom Moor ablaufende Wasser mit dem Oberflächenwasser und dem hochanstehenden Grundwasser der mineralischen Böden der Umgebung vermischt und damit das Nährstoffangebot gegenüber der zentralen Moorfläche erhöht ist.
Weiter nach innen folgt das Moor-Randgehänge. Dort gedeihen kleinwüchsige Bäume und Sträucher (Moor-Birke, Kiefer, Rauschbeere, Heidelbeere, Besenheide, Schwarze Krähenbeere, Gewöhnliche Moosbeere). Dieser Bereich ist, bedingt durch das deutliche Gefälle, im Vergleich zur nahezu ebenen Hochfläche der trockenste Bereich innerhalb des Moores.
Das Hochmoor liegt im Zentrum. Torfmoose wie das rote Magellans Torfmoos (Sphagnum magellanicum) mit seiner rötlichen Farbe und den auffällig großen Blättern und das Spieß-Torfmoos (Sphagnum cuspidatum) mit grünlicher Farbe, die auf stark saurem, nährstoffarmem und wassergesättigtem Boden gedeihen, haben sich nur in dieser Kernzone des Hochmoors erhalten. Dieser Bereich enthält nur nährstoffarmes Regen- und Grundwasser, so dass dort nur vereinzelte kümmerlich ausgebildete Kiefern anzutreffen sind. Hier wachsen der Rundblättrige Sonnentau und das Fettkraut (beide sind insektenfangende Pflanzen) sowie Rosmarinheide, Glocken-Heide und Graue Heide. Im Roten Moor gibt es noch weitere selten gewordene Pflanzen wie Siebenstern, Sumpffarn und Straußblütiger Gilbweiderich.

## Fauna

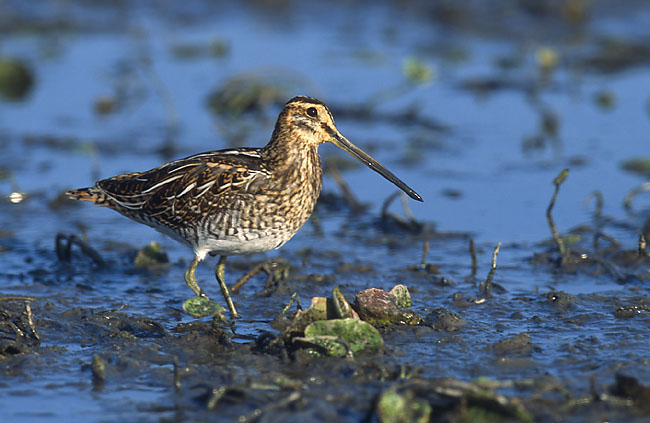
Auf einer Feuchtwiese watende Bekassine

Vom Rundwanderweg, der über die alte Reichsstraße und den Bohlensteg führt, sowie vom Aussichtsturm aus lassen sich das Jahr über ständig oder zeitweise im Moor lebende Tiere beobachten, manche von ihnen eher am Tag, andere eher morgens oder abends. Neben den typischen Tieren der Hohen Rhön gibt es hier die vom Aussterben bedrohten Bekassine und Wiesenpieper. Im Bereich des Moor-Stausees leben Stockenten und Gemeine Binsenjungfern.

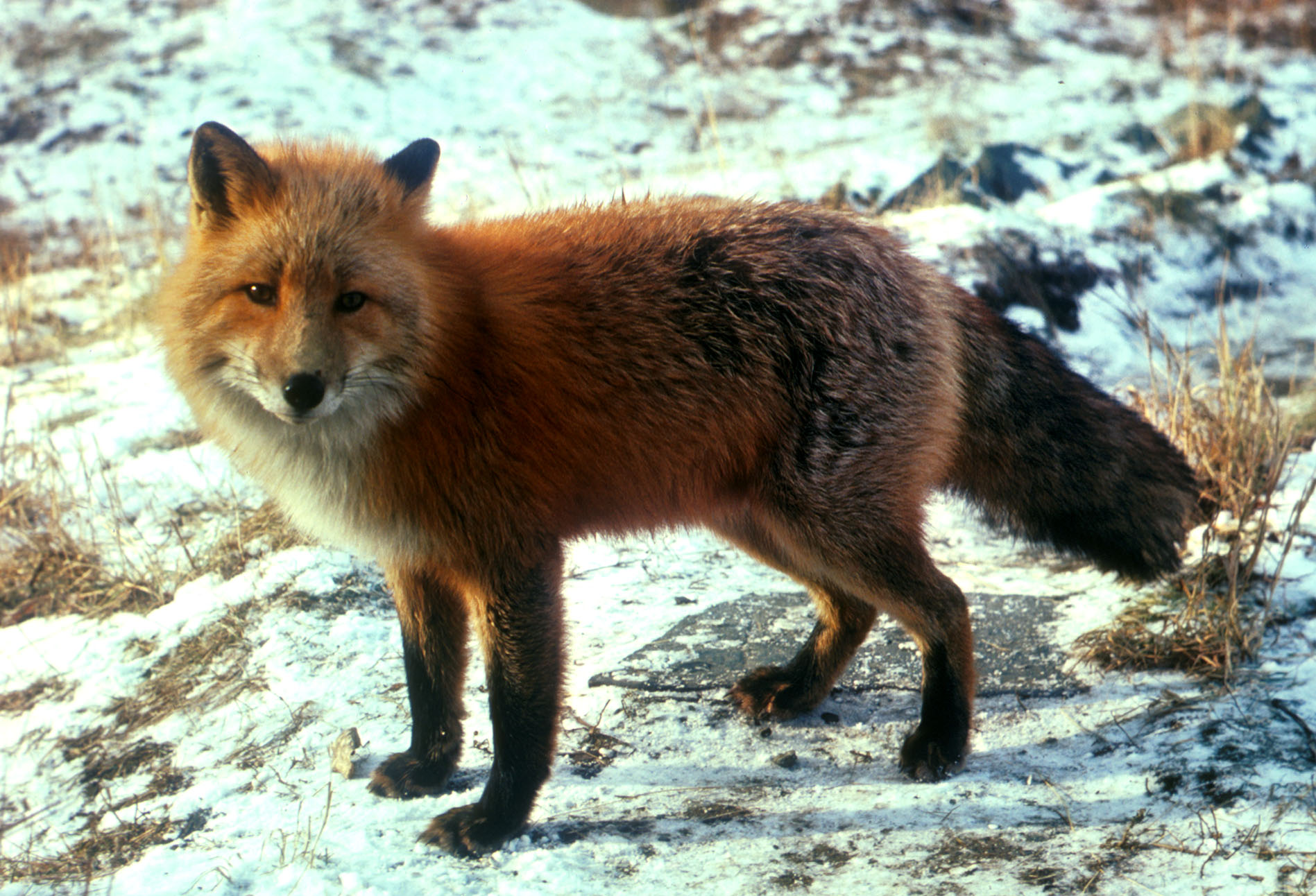
Rotfuchs

Im Naturschutzgebiet gibt es 36 Säugetierarten. Darunter befinden sich Baummarder, Iltisse und Sumpfspitzmäuse. Die Sumpfspitzmaus lebt sehr versteckt, Iltis und Baummarder kann man im Sommer am Spätnachmittag antreffen. Weitere Vertreter der Raubtiere wie Hermelin, (Großes Wiesel), Mauswiesel (Kleines Wiesel) und insbesondere der Fuchs sind ebenso tagsüber zu beobachten. Dieser ist seit der Tollwutimmunisierung sehr zahlreich. In der Nacht werden Steinmarder, Dachs und Waschbär aktiv. Der Waschbär ist erst seit etwa 1970 in der Rhön heimisch und lässt sich meist nur über Fraßreste und Kot (Losung) nachweisen.
Von den heimischen Huftieren ist das Rehwild ganzjährig im Gebiet anzutreffen, es hat genügend Deckung und Nahrung. Der Schwarzwildbestand nimmt seit einigen Jahren zu und kann den Gelegen der Bodenbrüter gefährlich werden. Heimisch sind Feldhase, Eichhörnchen, Haselmaus, Zwerg-, Wald- und Gelbhalsmaus, an Wühlmäusen die Erd-, Feld- und Rötelmaus, die Ostschermaus und die Bisamratte. Zu den Insektenfressern zählen die bereits genannte Sumpfspitzmaus, Wald-, Zwerg-, Wasser- und Alpenspitzmaus sowie Maulwurf und Igel.

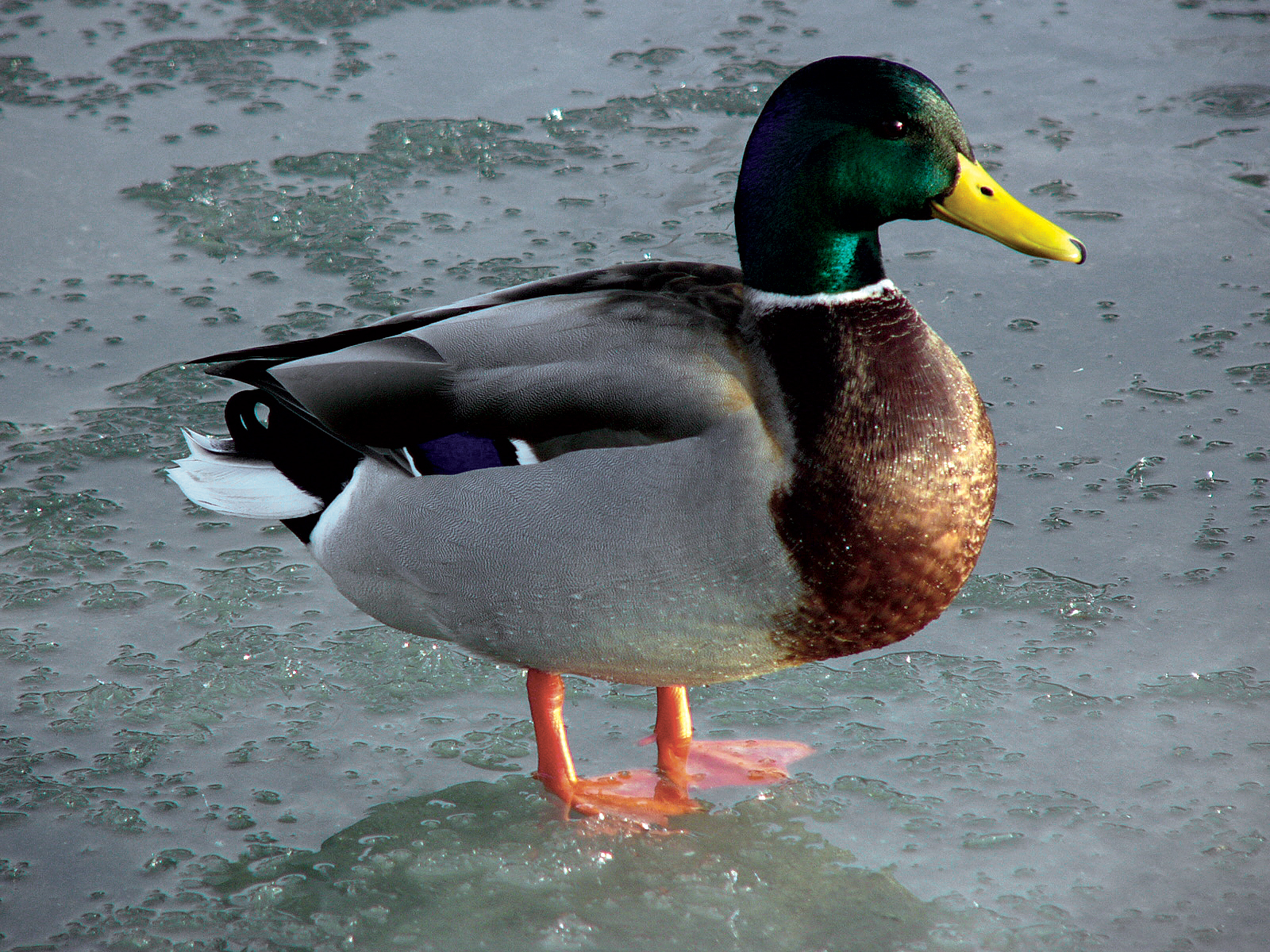
Männliche Stockente

Im Naturschutzgebiet kommen mit dem Großen Mausohr, dem Braunen Langohr, Fransen-, Wasser-, Kleine Bart- und Bechsteinfledermaus sechs Fledermausarten vor. Diese überwintern seit dem Winter 1988/1989 in einem ehemaligen Tonbergbaustollen am Westhang des Mathesberges. Vom Moorsee, der zahlreiche Arten anzieht, und vom Aussichtsturm aus sind diejenigen, die in der Dämmerung jagen, zu beobachten. Hier brüten regelmäßig Stock-, und Krickente sowie Zwergtaucher. Teich- und Blessralle brüten hier nur sporadisch. Gelegentlich sind auf dem Vogelzug Tafel-, Spieß-, Pfeif-, Reiher-, und Moorenten zu beobachten, des Weiteren Flussuferläufer, Bruch- und Waldwasserläufer, Grün- und Rotschenkel sowie die Rohrammer.

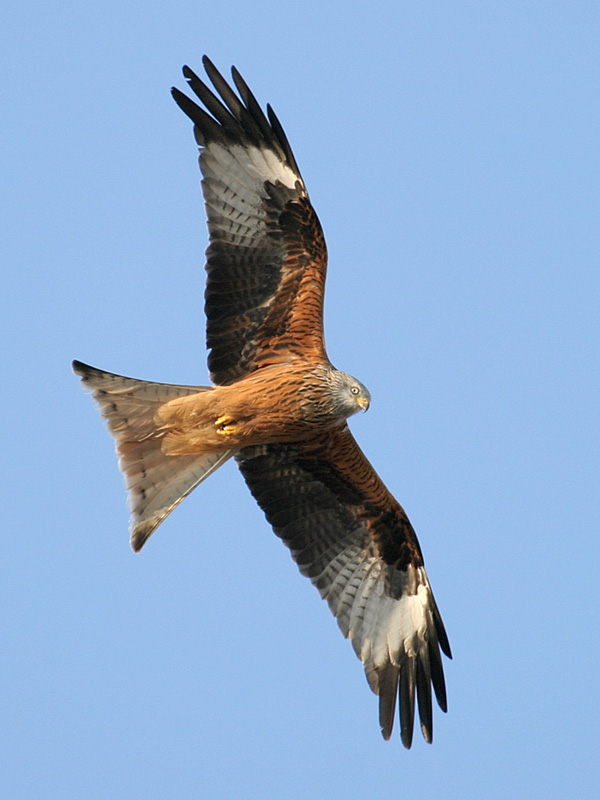
Rotmilan

Für Besucher am auffälligsten sind die größeren Greifvögel, wenn diese in den offenen Bereichen kreisen und jagen. Am häufigsten sind Rotmilan, Turmfalke und Mäusebussard. Zudem gibt es den Wespenbussard und den nicht regelmäßigen Wintergast Raufußbussard. Korn-, Rohr-, und Wiesenweihen, die alljährlich durchziehen oder dort rasten, sind ebenso auszumachen wie der Schwarzmilan und der Fischadler. In der Umgebung brütet und jagt öfters der Baumfalke. Der Sperber ist nur selten bei der Jagd zu beobachten, was auch für den größeren Habicht gilt. Dieser brütet aber nicht in der Region.
Bei den heimischen Eulen sind Waldkauz und Waldohreule regelmäßig zu hören und gelegentlich in der Dämmerung zu sehen. Die Sumpfohreule zieht sporadisch durch das Gebiet und kann nur zufällig beobachtet werden. Im Gebiet jagende Uhus und Raufußkauze machen sich durch ihren charakteristischen Ruf bemerkbar. Im Gebiet und in der Umgebung brütet regelmäßig die Ringeltaube, die kleinere Turteltaube nur selten. Durch Grau-, Bunt- und Schwarzspecht sind die Spechte vertreten. Diese haben infolge der Waldschäden in den Fichtenbeständen der Umgebung keine Nahrungsprobleme. Aus diesen Fichtenbeständen fliegen häufig Tannenhäher und Fichtenkreuzschnabel in das Gebiet ein. Ein typischer Sommervogel ist der Kuckuck, der sowohl in der Rhön als auch im Roten Moor häufig vertreten ist.

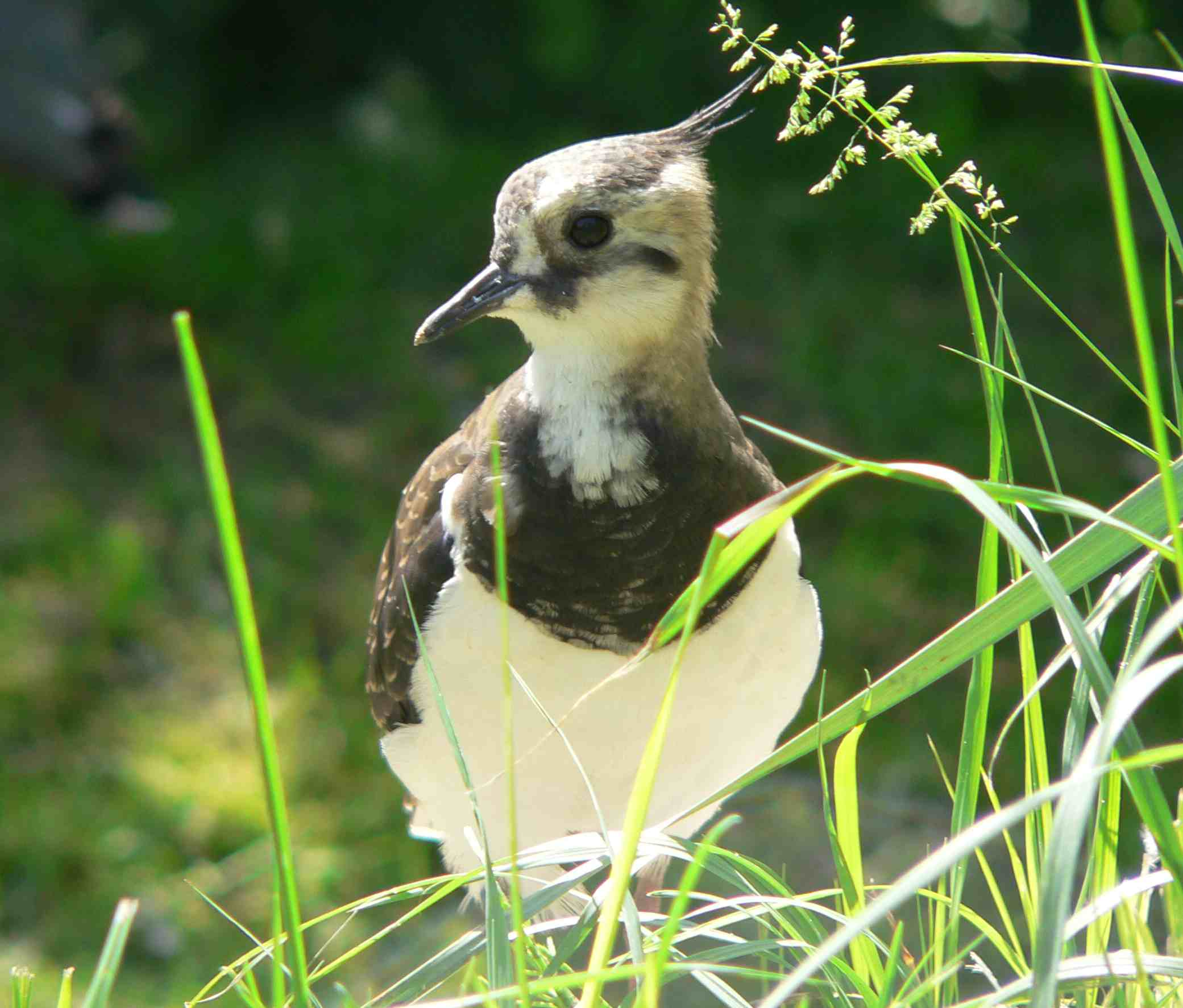
Kiebitz

Besonders wohl im Roten Moor fühlt sich die in der Hochrhön zahlreich vertretene Waldschnepfe. Diese findet in den vielen Feuchtstellen reichlich Nahrung, die sogar in milden Wintern ein Ausharren ermöglicht. Für die kleineren Verwandten wie die Bekassine und die Zwergschnepfe gilt das Gleiche. Diese bewohnen allerdings offene Feuchtwiesen, Quellsümpfe und Niedermoorbereiche. Die Bekassine brütet hier alljährlich und fällt, wie die Waldschnepfe, durch ihre Flugbalz auf. Die Zwergschnepfe ist nur selten auf dem Zug zu beobachten. Der auffällige Kiebitz bevorzugt kurzrasige feuchte Wiesen. Der Wachtelkönig brütet wie der Kiebitz nur noch sehr unregelmäßig im Gebiet und in der Umgebung. Im Roten Moor und in der Hochrhön selten ist das Rebhuhn, das nur unregelmäßig und mit wechselndem Erfolg brütet. Während der Zugzeit verrät sich die kleine Wachtel mit ihrem Ruf.

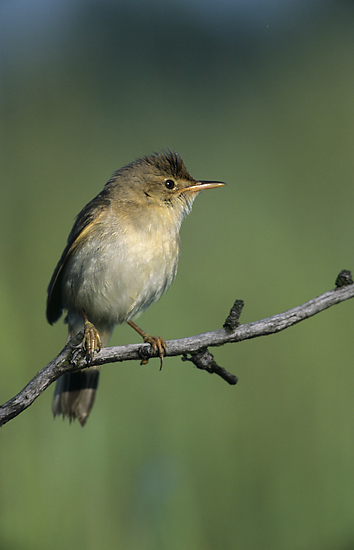
Sumpfrohrsänger

Im Gebiet des Roten Moores lassen sich 122 Vogelarten nachweisen, die Hälfte davon sind Singvögel. Der Fitislaubsänger hat im Karpatenbirkenwald einen sehr guten Lebensraum, wie auch die Weidenmeise. In den verbuschten Bereichen finden sich Sumpfrohrsänger, Feldschwirl und Dorngrasmücke. Im lockeren Buschwerk und in Einzelbüschen leben die Raubwürger und Neuntöter. Brache-Bereiche mit Disteln und Stauden sind Sitzwarten von Bluthänfling, Distelfink und Braunkehlchen. Der Wiesenpieper und die Feldlerche sind im strukturarmen Grünland heimisch. Die Rabenkrähe und der Eichelhäher haben infolge der Jagdverschonung seit 1987 im Gebiet deutlich zugenommen. Die Elster brütet inzwischen nahe am Gebiet und taucht zunehmend hier auf. Früher gab es diese eher in niederen Lagen und Talauen. Seit einigen Jahren besiedelt wieder der Kolkrabe die Region.

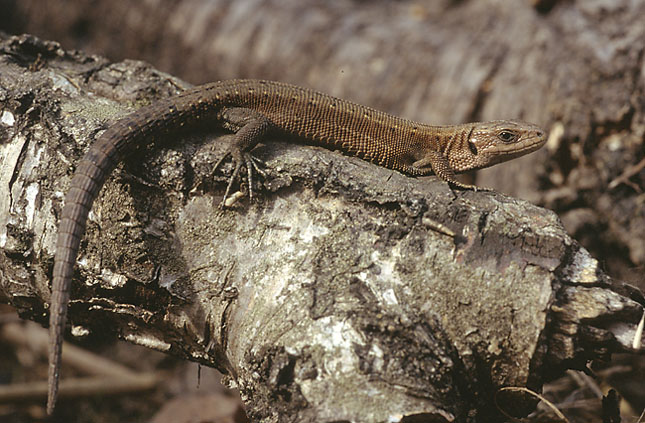
Waldeidechse, Männchen

Häufig findet sich die Bergeidechse und im Einzugsgebiet der Fließgewässer kommt der Feuersalamander und der Bergmolch vor. Die Wiedervernässung außerhalb des Moorbereiches förderten die Population von Erdkröte und Grasfrosch, während die Kreuzotter seit etwa den 1980er Jahren nicht mehr im Gebiet anzutreffen ist. 31 Tagfalterarten ließen sich bisher in dem Gebiet nachweisen. Inzwischen wurden der Hochmoorgelbling und einige andere auf Moor- und Feuchtbereichspflanzen angewiesene Arten wieder heimisch. Dazu zählen beispielsweise Braunfleckiger-, Mädesüß-, Hochmoor-, Randring- und Großer Perlmuttfalter.
27 Libellenarten beschränken sich auf das Moorgebiet. Dazu zählen die Arktische Smaragdlibelle, Große- und Kleine Moosjungfer und Torf-Mosaikjungfer. Gut erforscht sind die 137 Zikaden- und 100 Wanzenarten des Gebietes, wobei allerdings nur wenige den Moorbereich als Lebensraum bevorzugen. Die Heuschrecken sind für die Biotopqualität des Grünlandes und des Feuchtezustandes des Hochmoorrestes ein wichtiger Anzeiger. 14 Arten konnten bisher nachgewiesen werden. Um das Jahr 1960 besiedelten das Hochmoorgebiet noch von feuchtigkeitsliebenden Arten. Durch die fortschreitende Abtorfung schrumpfte die Hochmoorfläche, wurde entwässert und verheidete, so dass 1983 kurz vor der Einstellung des Abbaus alle Bereiche nur noch von trockenheitsliebenden Heuschreckenarten besiedelt waren.

## Geschichte

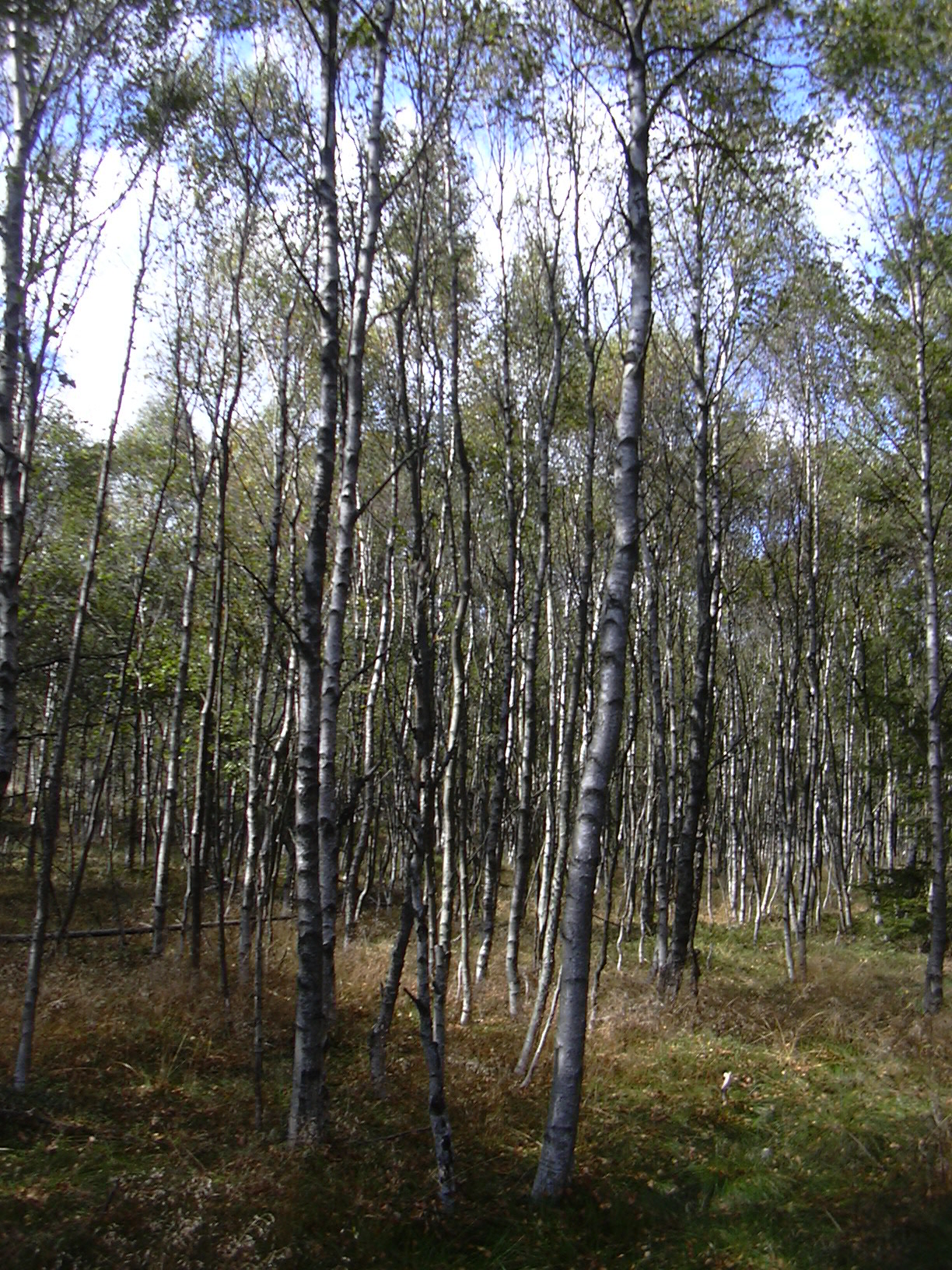
Karpatenbirkenwald

Das Gebiet um das Rote Moor war früher bewaldet und nur von wenigen, eng begrenzten waldfreien Flächen unterbrochen. Eine erste Besiedlung der Hochrhön begann etwa ab 744, dem Jahr der Klostergründung zu Fulda. In den höheren Lagen entstand durch Waldrodung neues Kulturland. Die Gewinnung von Holzkohle und Pottasche für die Glashütten und die damals übliche Waldweide dezimierte den Wald mehr und mehr. Es begann teilweise auch die landwirtschaftliche Nutzung der Hochregion. Ohne Düngung und mit beträchtlichem Arbeitsaufwand wurde angebaut, was aufgrund der Standortbedingungen wuchs. Das Moorgebiet selbst blieb jedoch unbewirtschaftet. Die Moore und deren unmittelbare Umgebung galten als Ödland und waren kaum nutzbar.
Eine erste Beschreibung des Roten Moors stammt aus dem Jahr 1803 von dem in Simmershausen lebenden Heimatforscher Franz Anton Jäger:

„Aus diesem Sumpfe steigen fast täglich Nebel empor, und in schwülen Sommernächten sind Entzündungen brennbarer Materie, die auf des Moores Oberfläche gleich schönen brennenden Lichtern herumirren, gar nicht selten. Fragen Sie mich nun nach der Ursache dieses großen Moores, so muß ich Ihnen bekennen, daß es für mich ein Räthsel sey, bey dessen Auflößung nichts als Muthmaßung statt finde.“

Ein weiterer Bericht dieses Heimatforschers über die Beschaffenheit des Moores stammt aus dem Jahre 1803:

„Dieser Sumpf, der, wegen des rothen Mooses, als seines Hauptbestandtheiles, das rothe Moor genennet wird, […] schien ein wenig über die andere Gebirgskette erhoben, und ich erkannte wirklich, daß das Moos fast zwey Schuhe höher aufgethürmt war; welches mich indessen zwar nicht wunderte, indem dasselbe, gleich jeder Pflanze, jährlich heranwächset, seine untern Theilchen in Wurzeln umändert, und dadurch an Höhe zunehmen muß. Da ich in die Tiefe hineingrub, fand ich nichts als Wurzeln dieses Mooses, die in einer noch größeren Tiefe den Torf bilden. Ob die Tiefe hier unermeßlich sey, kann ich nicht behaupten […] zuverlässig ist indessen, daß man über zwanzig Schuh tief gegraben, und nichts als Moos und Wasser oder Torf bemerket habe. Die Tiefe dieser Sümpfe muß also sehr beträchtlich seyn.“

### Torfabbau

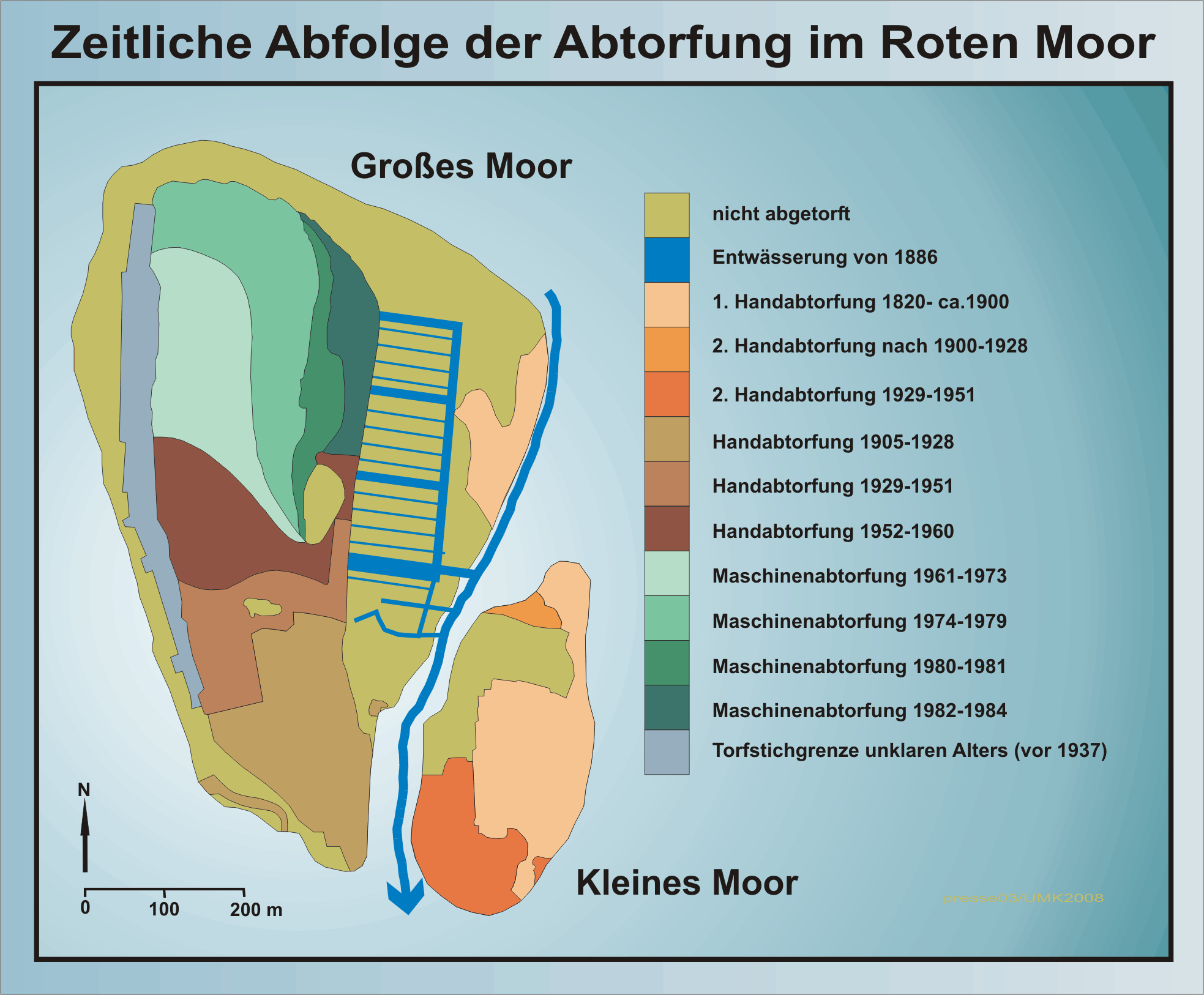
Zeitliche Abfolge der Abtorfung im Roten Moor

Die Landesherren der Rhön und adlige Grundbesitzer versuchten, aus ihren Besitzungen größeren Nutzen zu ziehen, als die Abgaben der Bauern erbrachten. Ende des 18. Jahrhunderts war das Brennholz für die Bevölkerung knapp geworden. Auf der Suche nach alternativen Brennstoffen für den Hausbrand sowie für Glas- und Eisenhütten und Töpfereien und aus wirtschaftlichen Überlegungen war schon an anderen Orten mit dem Torfstechen begonnen worden. 1799 begann man auch im Kleinen Roten Moor mit dem Abbau von Torf als Brennmaterial; den tonigen Untergrund verwendete man zum Ziegelbrennen. Die abgetorften Flächen sollten durch Anlage von Wiesen, Äckern und eines Teiches für die Landwirtschaft genutzt werden, wie aus einem Vertragsentwurf aus dem Jahr 1799 ersichtlich ist. Zu einem Vertrag ist es aber nie gekommen. Dennoch ließ der Besitzer des Roten Moores, Graf von Frohberg aus Gersfeld, den Torfabbau in Angriff nehmen.
Erste Abbauversuche gab es erst nach dem Bau einer kleinen Torftrockenhütte im August 1809. Es fehlte den Arbeitern allerdings an Erfahrung, so dass sie nur sehr schlecht vorankamen und der Abbau bald wieder eingestellt werden musste. Ab 1820 begann dann die Gewinnung von Brenntorf im Kleinen Roten Moor. Nach dem Ende des Winters bis jeweils Ende Juli stachen die Torfgräber Torfsoden mit einer Größe von etwa 10 × 15 × 36 Zentimetern und setzten diese zum Vortrocknen vor Ort aufeinander. Die Soden wurden später zum Nachtrocknen in das Torfhaus geschafft. Die Herrschaft deckte damit ihren Eigenbedarf zur Ofenbefeuerung der Büros und der Treibhäuser der Gärtnerei. Große Mengen Brenntorf kaufte ab 1856 ein Battener Bierbrauer und Schnapsbrenner. Das Torftrockenhaus errichtete man 1856 vergrößert auf einem Unterbau aus Sandstein neu. Dies war notwendig, da für die verstärkte Nachfrage der Brenntorf zu langsam trocknete. Das Torftrockenhaus befand sich zwischen dem Großen und dem Kleinen Roten Moor im Randsumpf. Sechs Gräben entwässerten den Torftrockenplatz, der sich neben dem Trockenhaus teilweise auf dem Gebiet des Kleinen Roten Moores befand. Auch an eine Fabrik in Gersfeld, die durch Verschwelen von Braunkohle Öl für Lampen herstellte, wurde ab 1861 Brenntorf geliefert.

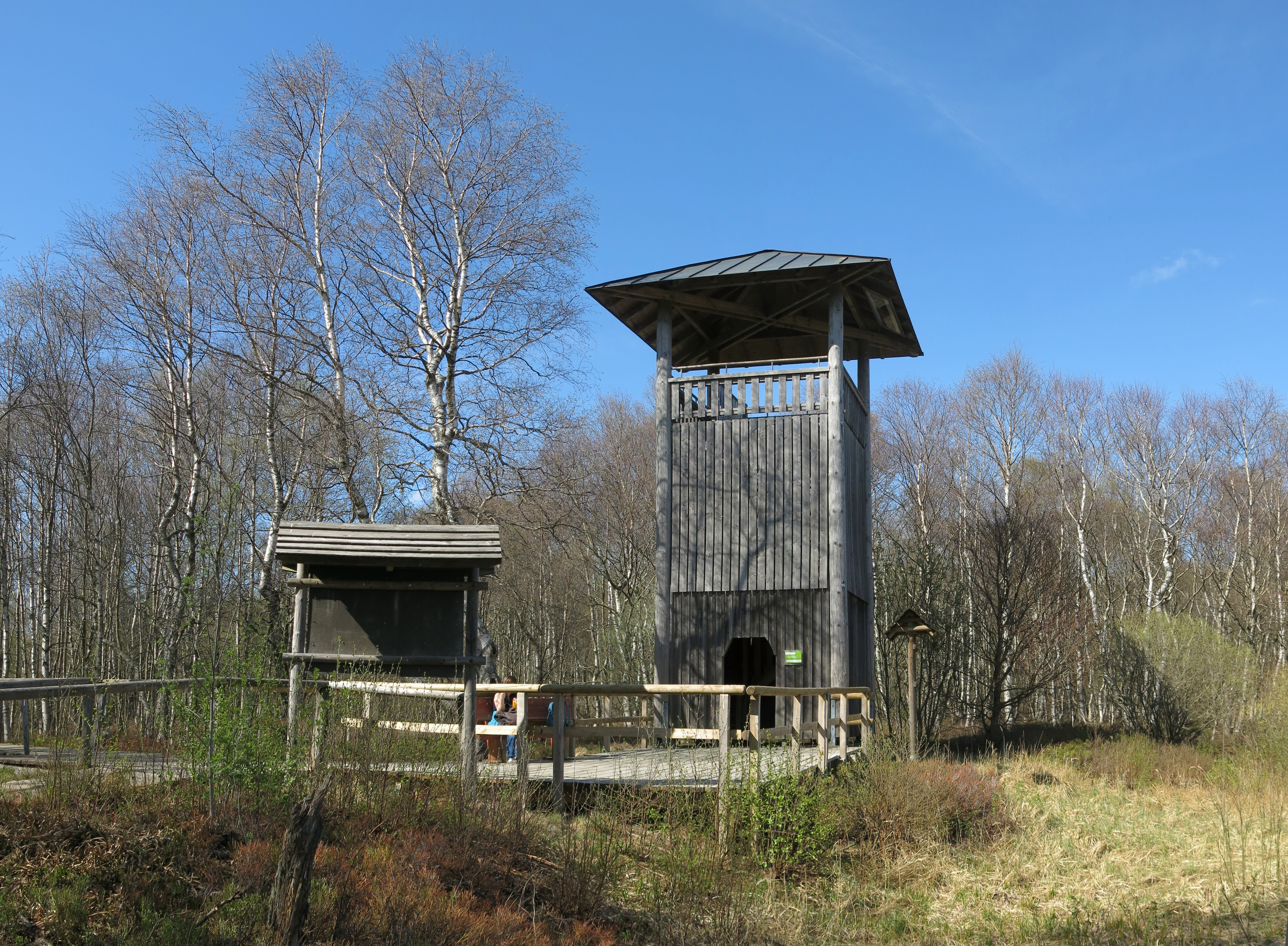
Aussichtsturm

Ab 1837 begannen die Lieferungen von Torf für Moorbäder nach Bad Bocklet und später an etwa zehn Bäder in Hessen und Bayern, unter anderem Bad Brückenau, Bad Kissingen, Bad Neustadt, Bad Salzschlirf, Bad Salzungen, Bad Orb und bis nach Würzburg und Wiesbaden. Der Torfschlamm soll bei verschiedenen Leiden, besonders bei Rheuma geholfen haben. Ab 1879 gehörte auch Bad Homburg vor der Höhe zu den Abnehmern von Torfschlamm vom Roten Moor. Dennoch war der Anteil an Brenntorf bedeutend höher. Gegen Ende des 19. Jahrhunderts stand am Roten Moor eine Düngetorffabrik mit einem Wohnhaus für die Arbeiter und einer Kantine. Zwei Drittel des Kleinen Roten Moores waren gegen Ende des 19. Jahrhunderts oberflächig abgetorft. Die Grenzen des abgetorften Bereichs sind heute noch erkennbar. Allerdings hatte man den Hochmoortorf nicht in seiner gesamten Mächtigkeit abgetragen, sondern nur bis zu einer Stichtiefe von 1,7 bis 2 Metern.
Am Anfang des 20. Jahrhunderts begann noch eine zweite Abtorfung im Kleinen Roten Moor. Diese lag im südlichsten Teil des Hochmoors unter dem heutigen Stauteich. Am nördlichen Rand dieses Moorgebietes schritt die Abtorfung ebenfalls voran. Anfang der 1930er Jahre kam der Torfstich im Kleinen Moor zum Erliegen. Es dürften bis dahin 90.000 Kubikmeter frischer Torf, die etwa 13.000 Tonnen Brenntorf entsprachen, herausgeholt worden sein. Dabei betrug die Abtorfung nur 1,7 Hektar der rund sieben Hektar großen Moorfläche.
Nachdem die Abtorfung im Kleinen Roten Moor eingestellt war, breitete sich der Randgehängewald auf die ehemals offene Hochfläche aus und bedeckte damit etwa die Hälfte des übriggebliebenen Moorbereichs. Die restliche Moorfläche ist mit einer Pflanzendecke und Birken- und Kieferngruppen bedeckt. Über einen längeren Zeitraum waren die teilabgetorften Bereiche stark vernässt. Auf dem verbliebenen Torf siedelten sich Moosbeere, Torfmoose und Wollgras an. So hat sich in den letzten rund 100 Jahren auf einer Fläche von etwas weniger als einem halben Hektar etwa zehn Zentimeter neuer Moostorf abgelagert.
1886 pachtete ein Rhöntorfwerk die Rechte zum Torfabbau im Großen Roten Moor. Dieser Pachtvertrag enthielt allerdings Beschränkungen hinsichtlich des Verkaufs von Bade- und Brenntorf. Ab 1886 kamen erfahrene Torfstecher aus Norddeutschland, die durch ein noch heute sichtbares Grabensystem das Große Rote Moor entwässerten. Sie legten auf der gesamten Hochfläche des Großen Roten Moores parallele, von West nach Ost verlaufende Entwässerungsgräben mit Abständen von 20,7 Metern an. Anschließend erweiterte man jeden fünften dieser Schlitzgräben im selben Jahr und in den folgenden Jahren auf einen zehn bis 30 Meter breiten und 1,3 bis 3,6 Meter tiefen Torfstich. Durch zwei Nord-Süd-Gräben wurden die Torfstiche zu einem einzigen verbunden. So konnte ein großflächiger Abbau ermöglicht werden.

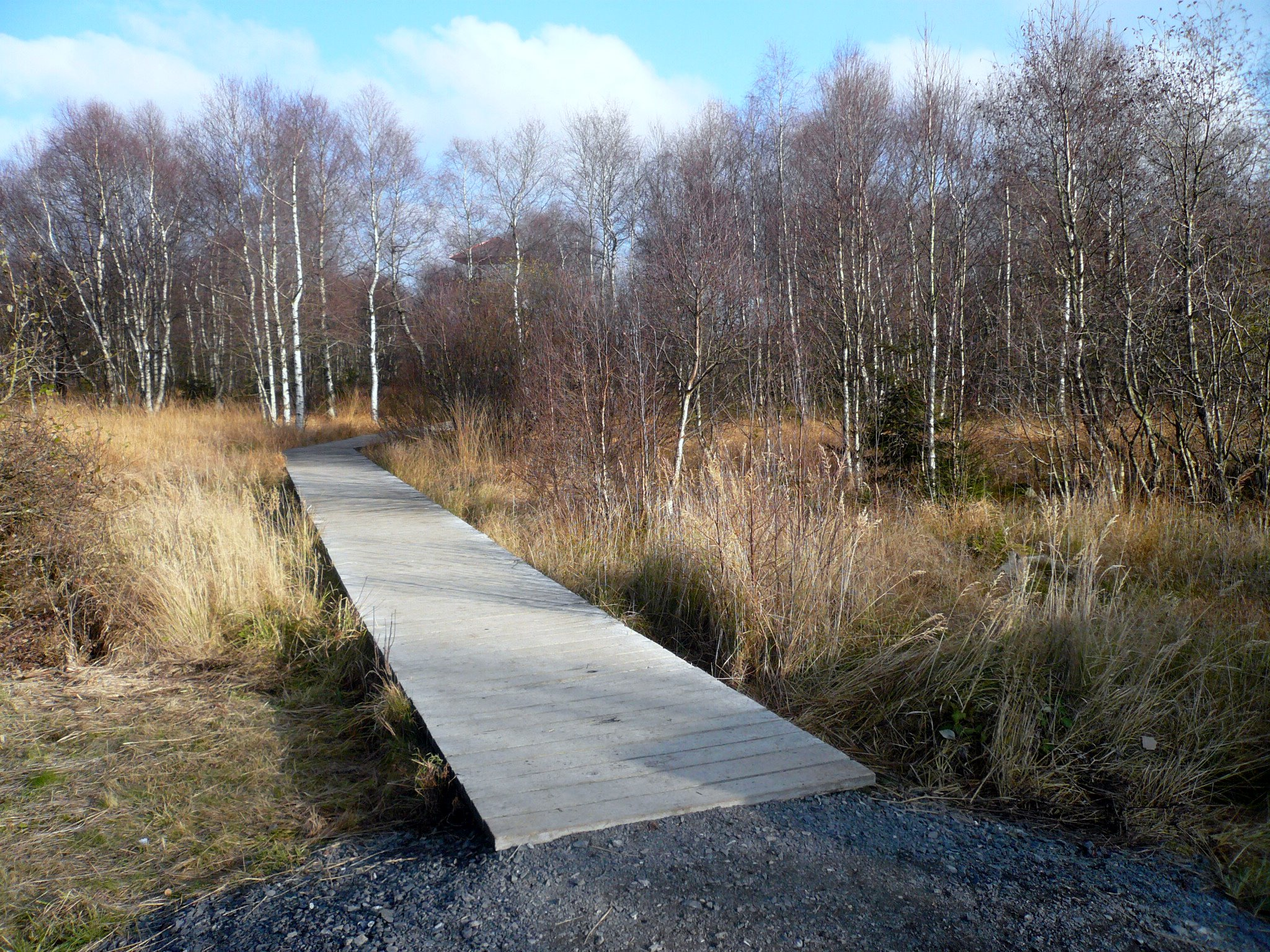
Nördlicher Moorausgang, zur Alten Reichsstraße hin

Der Wasserhaushalt des bis dahin völlig intakten Großen Roten Moors geriet dadurch stark in Mitleidenschaft. In den folgenden Jahrzehnten führte dies zur Vorherrschaft der Zwergsträucher, wie der Besenheide und der Rauschbeere, zur Ansiedlung von Bäumen, wie Karpatenbirken, Kiefern und später auch Fichten und zum Absterben der Torfmoose. Auf weiten Teilen kam das Hochmoorwachstum zum Erliegen. Heute ist der östliche Teil des Entwässerungssystems mit einem nordsüdlich verlaufenden Längsgraben und den Resten von vier in ihn einmündenden Quergräben im unabgetorften Hochmoorgebiet noch vorhanden.
Der Abbau im Großen Roten Moor erfolgte vom südlichen Randgebiet und wahrscheinlich auch vom westlichen Rand aus. Die getrockneten, mit Reißwölfen zerkleinerten Torfsoden verkauften sich als Streutorf und Torfmull. Der Betrieb musste allerdings versteigert werden, da der Absatz der teuren Produkte durch den billiger angebotenen Torf aus Holland stagnierte. Der Bau einer Feldbahn mit entsprechenden Gleisen erleichterte 1930 den Abtransport des abgebauten Torfes. Auf einer Fläche von 11,6 Hektar, etwa einem Drittel der Fläche des Großen Roten Moores, wurde bis 1951 Hochmoortorf gestochen. Dieser Torfstich erfolgte bis zur birkenstubbenreichen Übergangsmoorschicht. Tiefer ging man nur im südlichsten Teil und in einem schmalen, nördlich in Richtung auf das Zentrum des Moores führenden Torfstich. Die Torfmenge belief sich dabei auf etwa 220.000 Kubikmeter.

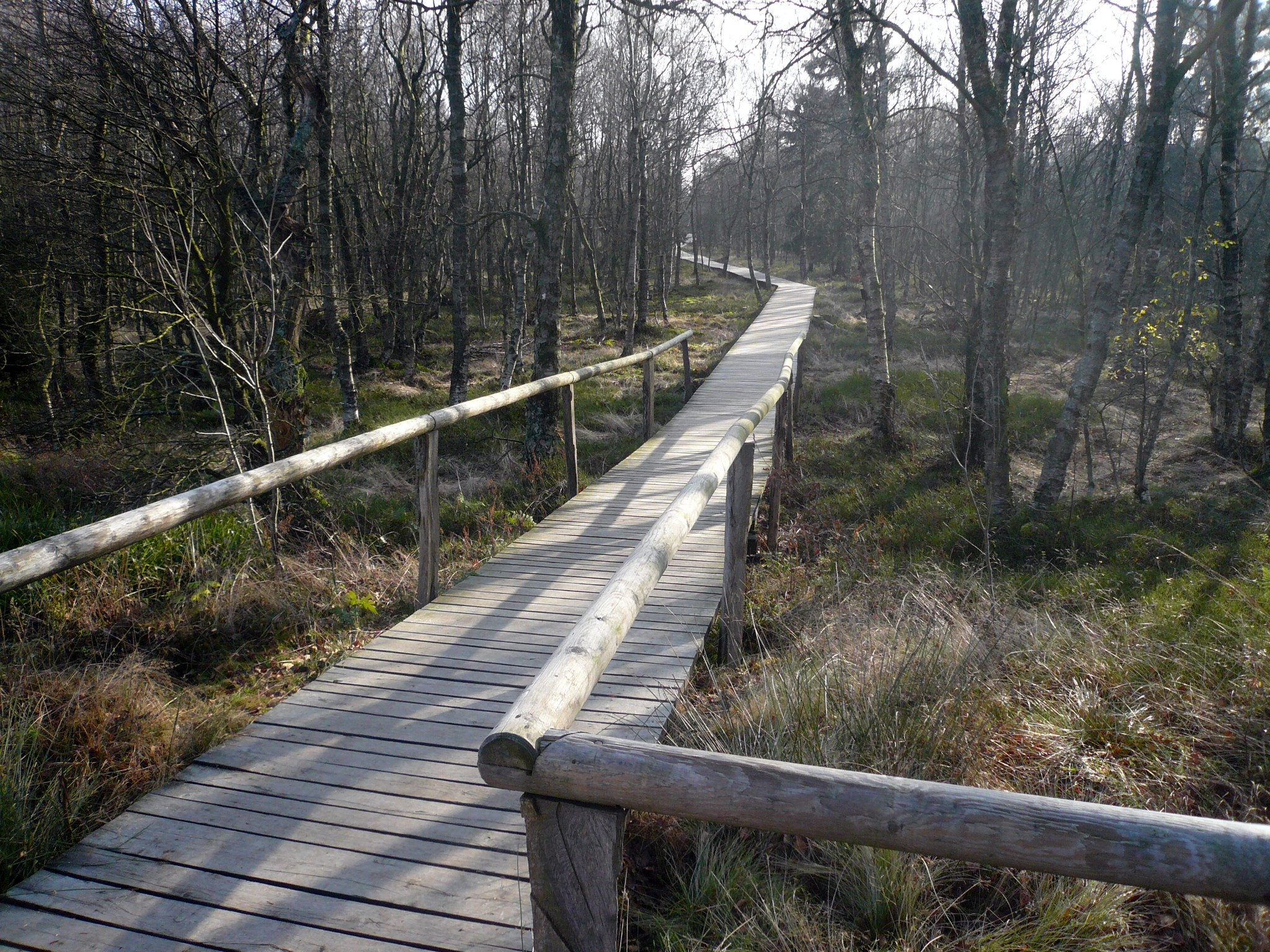
Bohlensteg beim Aussichtsturm

Ab 1960 erhöhte sich die Abtorfung wesentlich. Man setzte für den Abbau einen Greifbagger ein – bis dahin hatte man mit Spaten gestochen – und baggerte so bis 1970 eine Fläche von 8,8 Hektar ab. Diesellokomotiven transportierten die Loren zum Rand des Moores. Dort fand die Verladung des Torfs auf Lastkraftwagen statt. Das Moor wurde bis zum anstehenden Ton in einem einzigen Arbeitsgang abgebaggert. Die oberste, durchwurzelte und stark verwitterte Lage des Moores mit der vor allem aus Heidekraut und Moorbeere bestehenden Pflanzendecke ließ man als Abraum zurück. Dieser türmte sich zu Wällen entlang der Feldbahngleise auf.
Das Land Hessen erklärte 1978 das gesamte Areal zum Naturschutzgebiet, um den Rest des Hochmoores, vor allem das östlich vorgelagerte Kleine Rote Moor zu erhalten. Nach diesem Beschluss duldete man zunächst noch den Abbau und schränkte ihn dann mehr und mehr ein. Im September 1984 endete schließlich nach 175 Jahren der Torfabbau, weil im Hinblick auf die Naturschutzgebiets-Ausweisung eine vertraglich vereinbarte Grenze erreicht worden war. In den letzten Jahrzehnten diente der abgebaute Torf ausschließlich zu Badezwecken. Die Beendigung des Abbaus wurde auf Ende 1985 festgelegt. Wegen der Terminnot wurde die Torfentnahme in den 1980er Jahren auf jährlich bis zu 18.000 Tonnen Torf, was mehr als 20.000 Kubikmetern entsprach, gesteigert. Angepachtete Wiesen neben dem Moor dienten hierbei als Zwischenlager für eine große Menge Torf. Seit 1960 waren etwa 350.000 Kubikmeter Torf auf einer Fläche von 8,8 Hektar abgebaggert worden. Der gesamte Torfabbau im Großen Roten Moor wird auf etwa 700.000 Kubikmeter geschätzt. Nach der Betriebseinstellung übernahm das Land Hessen durch Landtausch die Moorfläche.
Das Große Rote Moor verringerte sich nach 99 Jahren Torfausbeutung von 32 Hektar auf knapp elf Hektar. Davon entfallen sieben Hektar auf bewaldetes Randgehänge. Die verbliebene Hochfläche beträgt nur noch vier Hektar. Diese war allerdings stark eingesunken und es konnte nirgends mehr wachsendes Moor festgestellt werden, was auf die entwässernde Wirkung der hohen Torfstichkante und der alten Entwässerungsgräben zurückzuführen war.

### Renaturierung

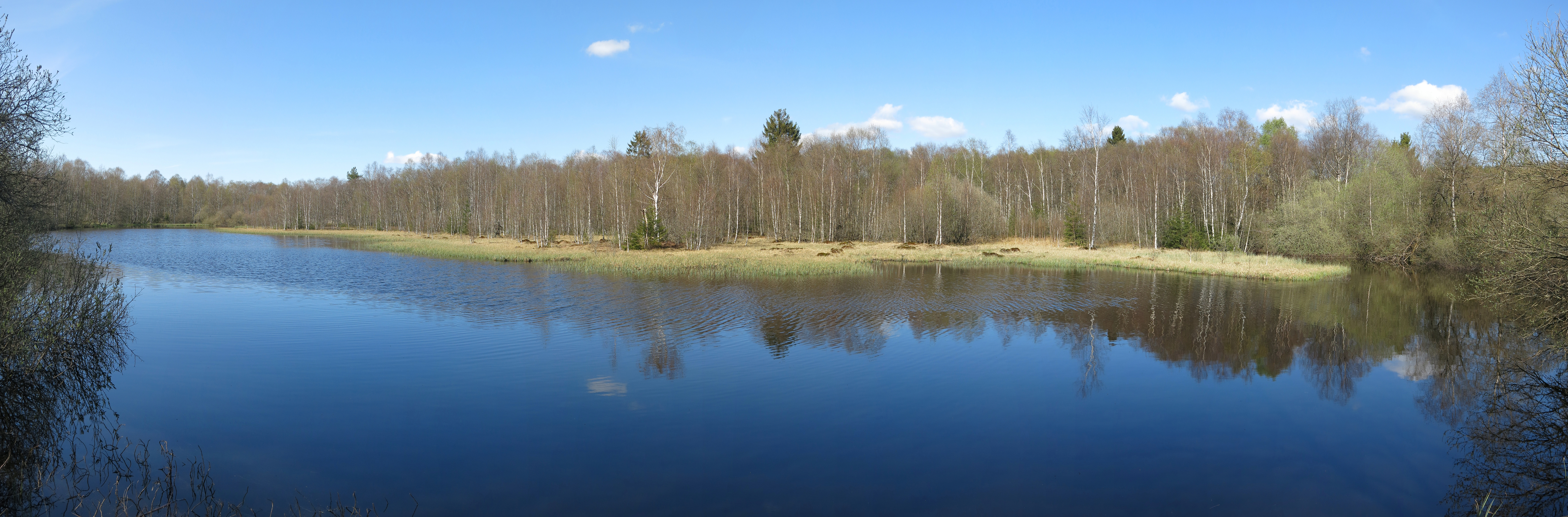
Moorweiher

Nachdem das Rote Moor 1979 als Naturschutzgebiet ausgewiesen war, begannen unverzüglich Renaturierungsmaßnahmen. Die abgetorften Flächen und das verbliebene Hochmoor wurden durch einen künstlichen Damm im Süden des Moores wieder vernässt und 140 Hektar Fichtenwald entfernt und damit die Umwandlung der Fläche zu Extensivgrünland oder natürlichem Laubwald eingeleitet.
Seit der Unterschutzstellung des Moores wurden von 1981 bis 1986 Maßnahmen zu seiner Renaturierung in drei Richtungen mit dem Ziel durchgeführt, das Wachstum des Moores wieder in Gang zu setzen. Mittel des Bundes und der Stiftung Hessischer Naturschutz, die auch Träger dieses Projektes war, trugen dazu bei, die Finanzierung zu sichern. Parallel dazu lief ein wissenschaftliches Begleitprogramm, das 1990 im Wesentlichen abgeschlossen war. Mitarbeiter der damaligen Bundesforschungsanstalt für Naturschutz und Landschaftsökologie (Bonn) sowie weitere Spezialisten von Instituten der Universitäten Frankfurt am Main, Darmstadt und Marburg waren daran beteiligt.
Auf der Rest-Hochfläche des Großen Roten Moores legte man Stauvorrichtungen an. Im zentralen Teil des Kleinen Roten Moores sowie auf der Rest-Hochfläche des Großen Roten Moores und teilweise im nördlichen Teil des abgetorften Moores, welches Leegmoor genannt wird, entfernte man Sträucher und Bäume. Diese Maßnahme wird auch Entkusselung (Entbuschung) genannt. Die dritte Maßnahme ist die Umgestaltung des Leegmoorteiles; durch Staudämme soll eine verstärkte Vernässung erzielt werden.

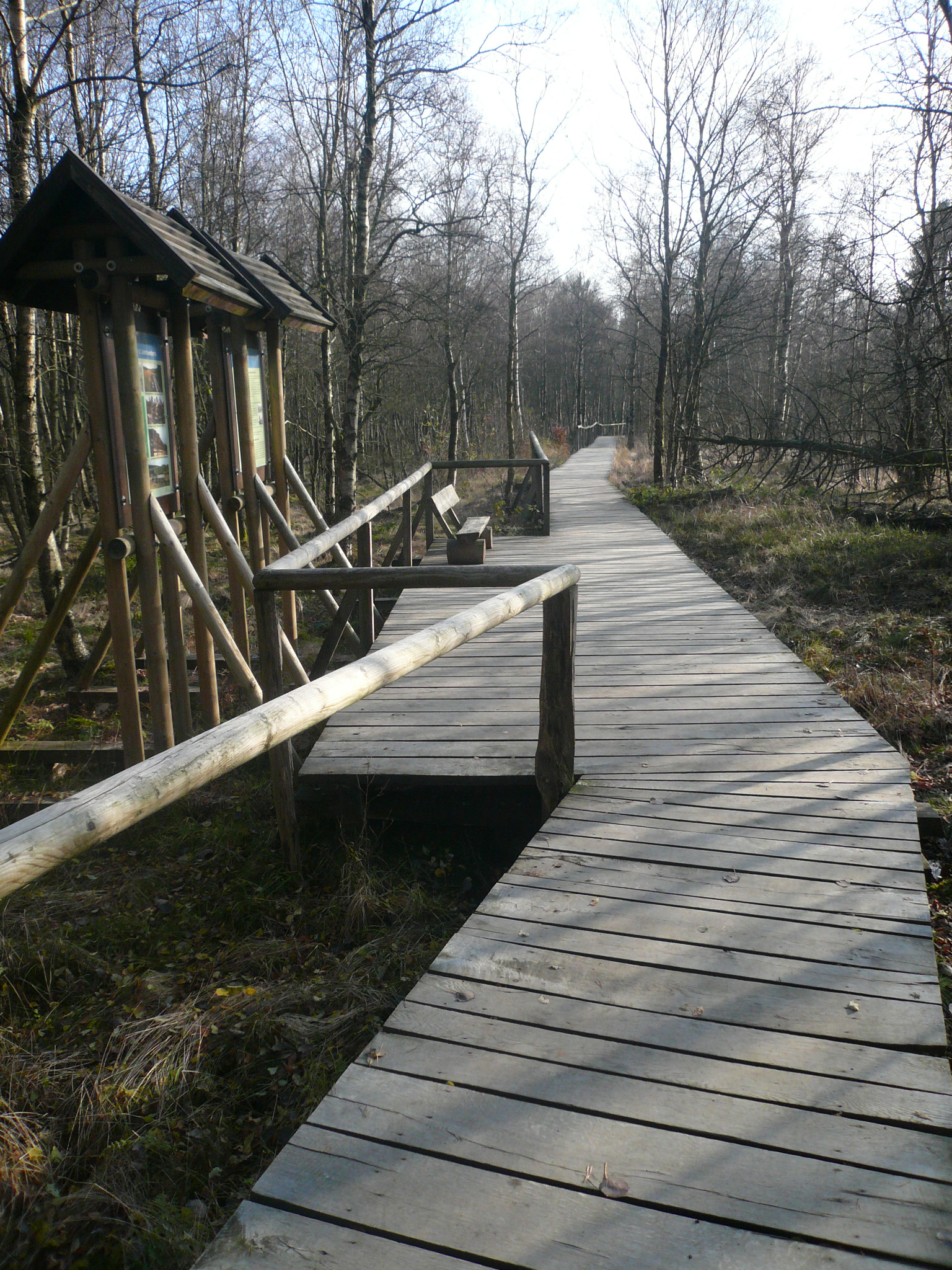
Bohlensteg mit Informationstafeln

Es erforderte in den Jahren 1983 und 1984 aufwendige Baumaßnahmen, in den alten Entwässerungsgräben der Resthochfläche Staubereiche einzurichten. Wegen der Gefälleverhältnisse waren Stauhöhen bis zu 1,5 Meter nötig. Dafür sorgten dicke, bis zu sechs Meter tief in den Tonuntergrund gerammte und mit Stützdämmen aus Torf mechanisch gesicherte Spundbohlen. Insgesamt 2000 Kubikmeter Torf entnahm man dafür aus geeigneten Bereichen der Resthochfläche. Daraufhin setzte sich im Einflussbereich der Aufstauungen eine gute Pflanzenentwicklung ein. In den neu entstandenen Moorgewässern hatten sich 1987/88 bereits mehrere 1000 Larven von neun Libellenarten eingefunden, darunter auch charakteristische Hochmoorarten.

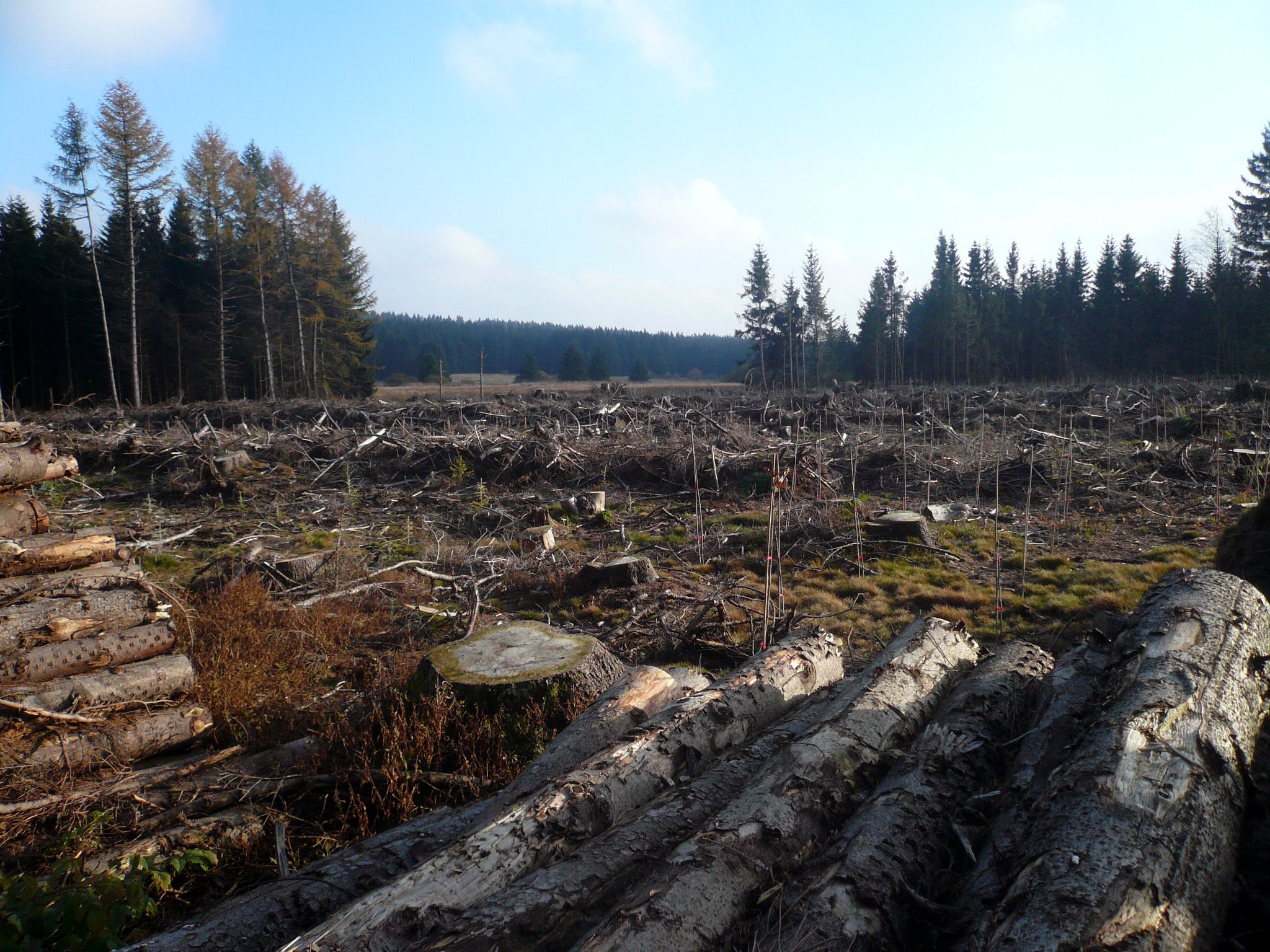
Windbruch (Kyrill 2007) direkt am Moorrand

Durch die Entfernung von Bäumen und Sträuchern soll der Charakter einer baumfreien Moorhochfläche wiederhergestellt werden. Um den Lebensraum für die Birkhuhnpopulation zu erhalten, blieben Kiefern, die zur Tarnung der Tiere dienen, stehen. Wenige Jahre nach der Entbuschung waren wieder die Stockausschläge der Birken zu sehen. Es folgte eine zweite Entbuschung. Diese Maßnahme wird auch in Zukunft etwa alle fünf Jahre notwendig werden.
Die Umgestaltung der nördlichen Teile des Leegmoores soll zu einer verstärkten Vernässung führen. Nach der Entfernung der Birkenbüsche dienten der vorhandenen Abraum und die zum Teil noch bestehenden untersten Torfschichten dazu, insgesamt 28 drei bis sechs Meter hohe Dämme aufzuschütten. Diese verlaufen parallel zu den Höhenlinien, so dass es dazwischen ebenfalls zu kleinen Aufstauungen kam, in denen sich nässebedürftige Flora und Fauna eingestellt hat.
Laut Heike Godt von der Oberen Naturschutzbehörde des Regierungspräsidiums Kassel steht das Wasser im Moor nach den Renaturierungsarbeiten der Jahre 2023 und 2024 derzeit bis zur maximalen Anstauhöhe. Dadurch sind an verschiedenen Stellen wieder offene Wasserflächen entstanden, so dass der Schwingrasen bereits kurz nach Umsetzung der Schutzmaßnahmen im Leegmoor (dem abgetorften Bereich des Roten Moores) aufschwimmen konnte. Den Schwingrasen bildet meist eine Pflanzendecke unter anderem aus Torfmoosen, Seggen und Wollgras. Diese Pflanzen sind nur wenig mit dem Boden verbunden und schwimmen bei steigenden Wasserständen auf. Damit ist die Renaturierung des Roten Moores derzeit nahezu abgeschlossen.

### Moorlehrpfad

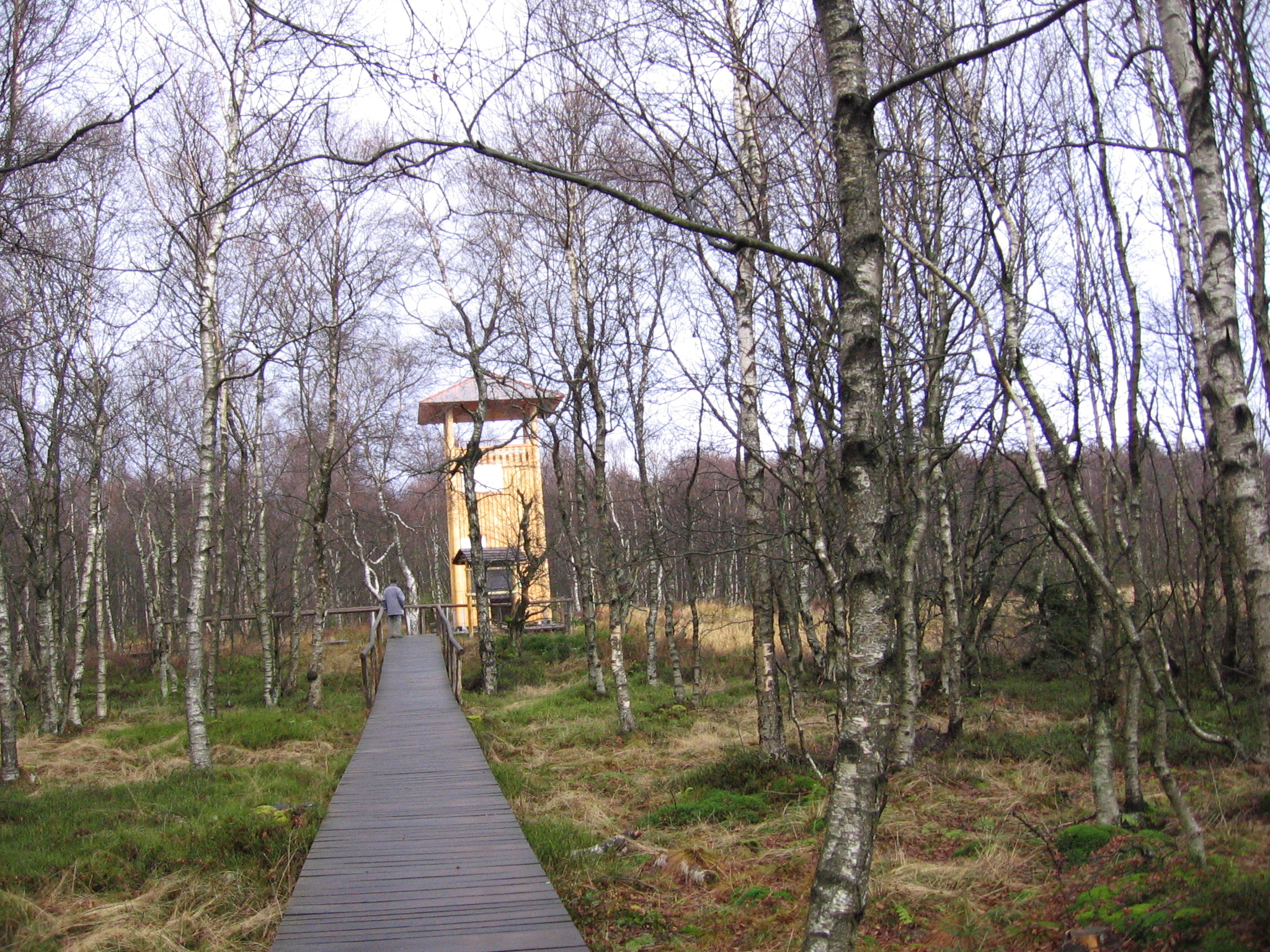
Neuer Aussichtsturm am Roten Moor

Das Rote Moor ist durch einen drei Kilometer langen Rundweg touristisch erschlossen. 1,2 Kilometer verlaufen auf dem im Jahr 2007 rollstuhlgerecht erneuerten Bohlenpfad. Der Bohlenpfad ist gleichzeitig Teil des Premiumweges Hochrhöner. Der Pfad beginnt am Informationspavillon neben dem Moorsee und führt in Süd-Nord-Richtung zum Aussichtsturm im nördlichen Teil des Großen Roten Moors. Von dort ist die ehemalige Torf-Abbaufläche zu erkennen, in der sich wieder Niedermoorvegetation eingestellt hat. Nördlich der Abtorfungskante liegt die verbliebene Hochmoorfläche als unzugängliche geschützte Kernzone. Die Grenzen der umgebenden Randgehänge (Karpatenbirkenwälder) sind ebenso erkennbar wie der Rand des um 1900 angepflanzten Fichtenwaldes. Östlich dieses Areals erhebt sich der Heidelstein (925,7 Meter) mit seinem 211 Meter hohen Fernsehsendemast. Entlang des Bohlenpfades stehen Hinweistafeln, die über die Tiere und Pflanzen im Moor, die Geschichte des Moores, den Torfabbau und seine Renaturierung informieren. Von dort führt der Pfad nach Westen auf einen Waldweg. Nach 200 Metern trifft der Rundweg auf die Alte Reichsstraße (Ortesweg), die von der Wasserkuppe kommt. Er führt zirka einen Kilometer nach Süden bis zum Moorsee und biegt dann wieder zum Ausgangspunkt ab.
1972 und 1973 wurde am südlichen Rand das Moorwasser gestaut, um das Moor wieder mit genügend Wasser zu versorgen. Der daraus entstandene Moorsee gehört mit seiner Kulisse zu den schönsten Gewässern der Rhön. Ein Sperrgatter, das den Zugang zur Hochfläche verhindert, lenkt seit 1980 die Besucher. Der Moorlehrpfad, 1972 zunächst aus Eichenbohlen auf einer Länge von 800 Metern angelegt, musste 1981 und 1988 erneuert werden. An seinem nördlichen Ende stand seit 1983 ein acht Meter hoher Aussichtsturm und am südlichen Ende entstand 1986 ein Informationspavillon. Ab Oktober 2003 bis zum Frühjahr 2004 erfolgte die Erneuerung des Bohlenwegs aus 100 Kubikmeter Eichenholz. Das 90.000 Euro teure Projekt finanzierte die Hessische Landesregierung. Entlang des neuen breiteren und begradigten Bohlenweges informieren neue Schautafeln die Besucher. Im Jahre 2007 wurde der alte Aussichtsturm durch einen neuen rund 10 Meter hohen Turm ersetzt. Der Turm kostete etwa 30.000 Euro, wovon der Naturpark 15.000 Euro beisteuerte. Das Biosphärenreservat Rhön stellte 5.500 Euro und die ÜWAG, als heimisches Versorgungsunternehmen 10.000 Euro aus dem ÜWAG Natur-Fonds zur Verfügung.

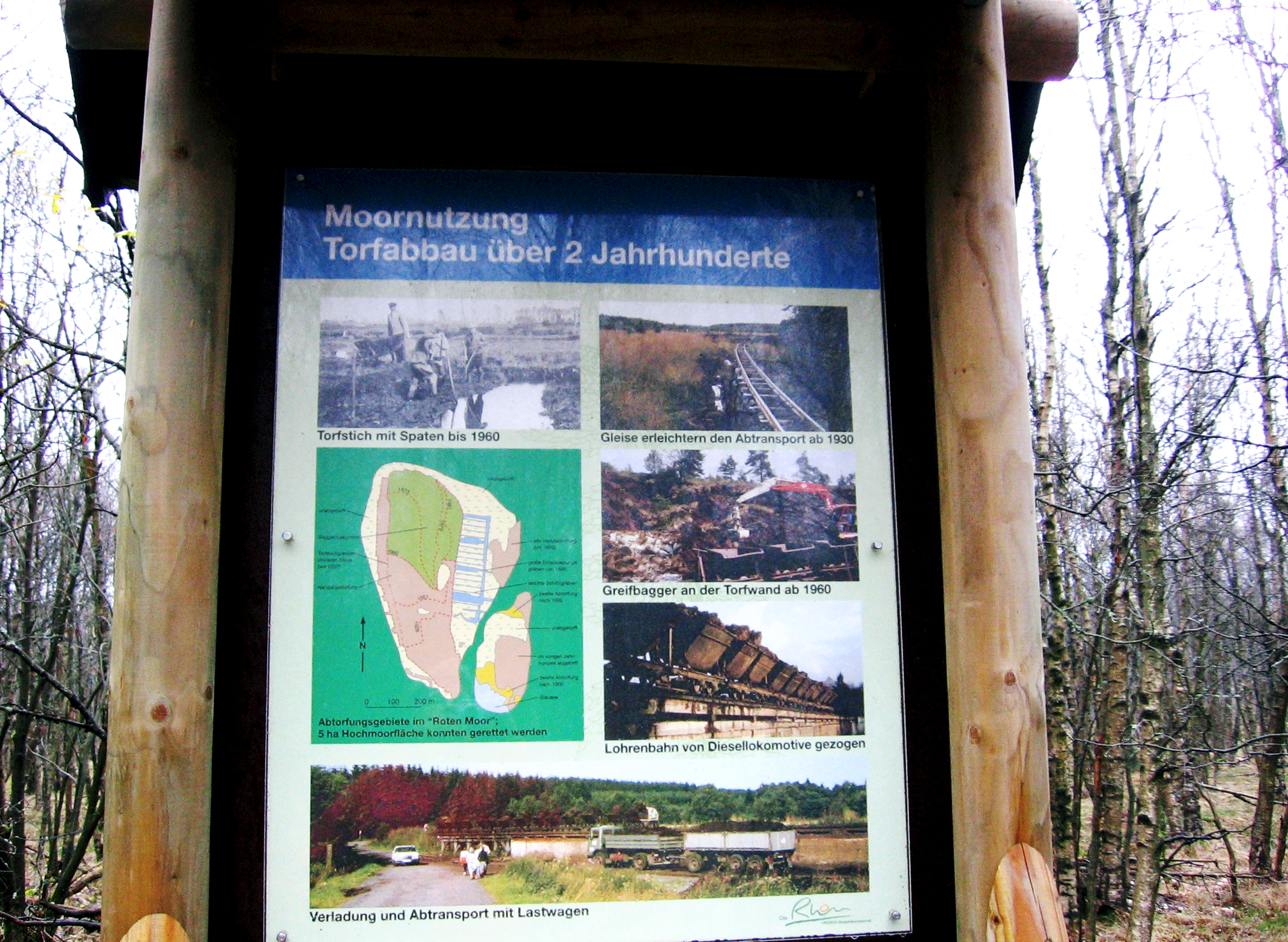
Hinweistafel zur Moornutzung am Roten Moor
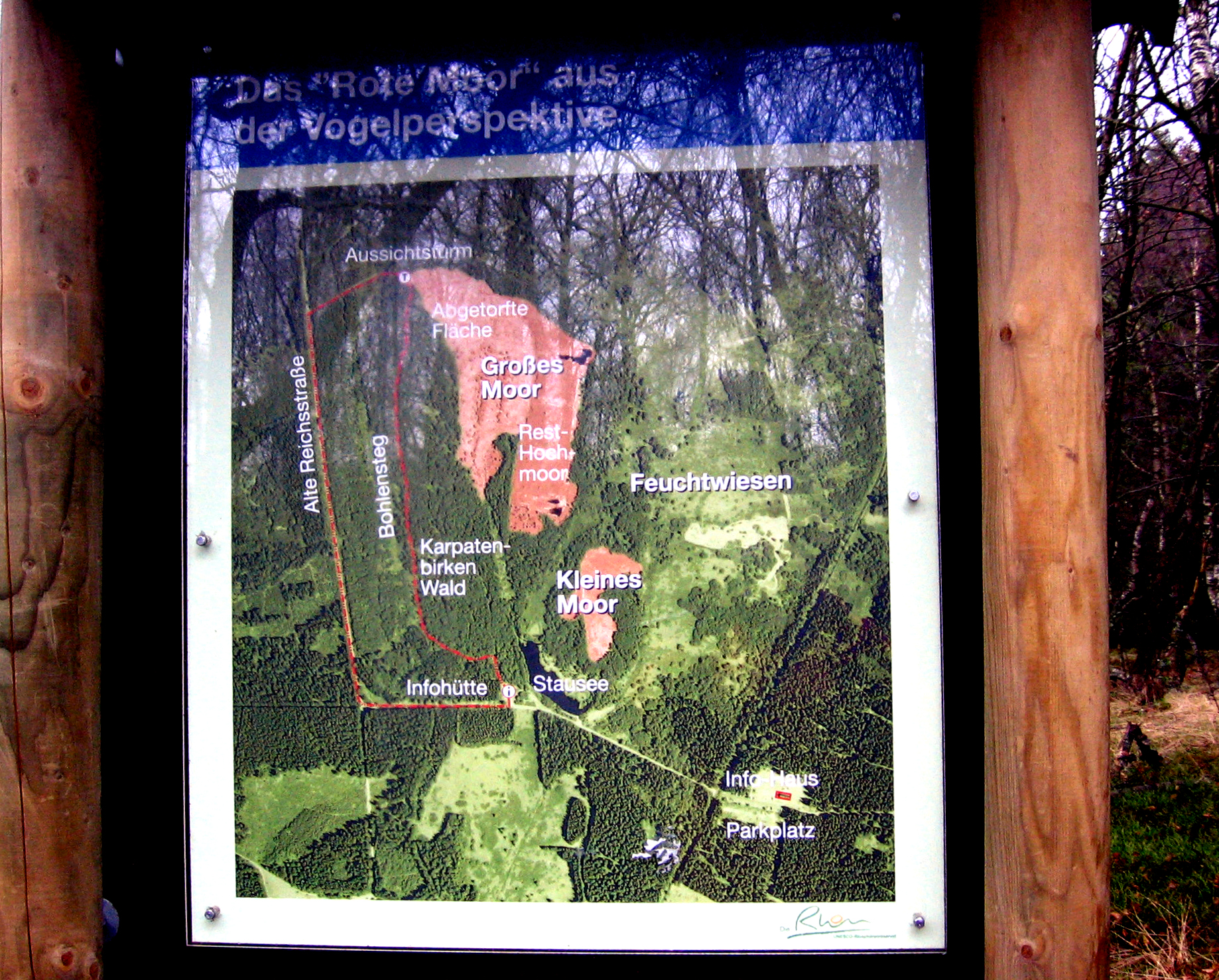
Hinweistafel Rotes Moor aus der Vogelperspektive
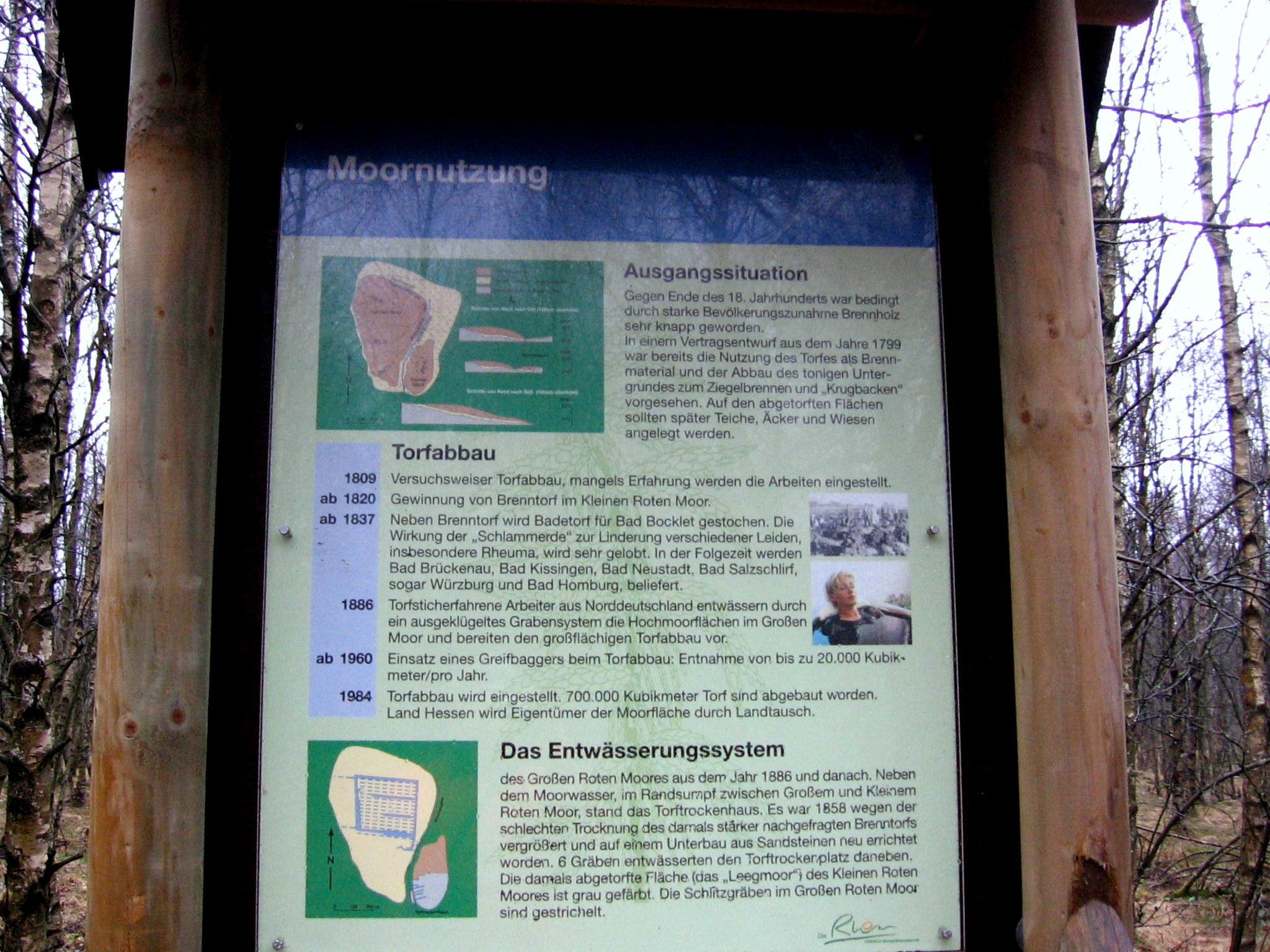
Hinweistafel zur Moornutzung am Roten Moor

## Sagen und Legenden
Die Moore galten lange Zeit als Stätten des Unheils. Über das Rote Moor gibt es verschiedene Sagen und Legenden. Schauermärchen von gottlosen Bösewichten und versunkenen Dörfern machten die Runde. Es gibt auch abenteuerliche Berichte von lebensgefährlichen Moordurchquerungen. Früher war es durchaus gefährlich, bei schlechtem Wetter das Rote Moor zu durchqueren, weshalb sich in sein Inneres nur mutige Leute trauten. Von den vielen Berichten von versunkenen Menschen oder Dörfern hat sich jedoch nie etwas bestätigt. In den Quellen gibt es keinen Bericht über einen Moorleichenfund und auch beim Torfstechen stieß man nie auf einen menschlichen Körper.
Manche Erzählungen haben sich bis in die heutige Zeit erhalten.
Auf dem Bereich der heutigen Wüstung Mohrdorf gab es früher eine stattliche Linde, Moorlinde genannt. Davon geht die Sage:

„Unter der Moorlinde ruhte einst eine Schar Nonnen aus, die auf einem Wagen einen Schrein mit Reliquien und dem Klosterschatze mit sich führten. Da stürzten plötzlich die Einwohner des benachbarten Dorfes Poppenrode aus einem Versteck hervor, beraubten die Nonnen und verhöhnten sie und ihren Gottesglauben und ertränkten sie in dem Dorfteiche. Nun aber brachen die wilden Wasser aus der Tiefe hervor, füllten den Teich, bedeckten die ganze Flur und rissen den Ort mit all seinen Bewohnern hinab in den Abgrunde. Seit dieser Zeit lebt der Ort Poppenrode nur noch im Gedächtnis der Nachwelt und in der Sage.“

Eine andere Erzählung behandelt die Entstehung der beiden großen Rhönmoore:

„Über die Entstehung der Rhönmoore erzählt man sich, der Teufel habe vom Meer her Wasseradern durch die unterirdischen Felsenklüfte bis in die Rhönberge geleitet, wodurch die Hochflächen der Rhön in Moore verwandelt worden seien. Ursprünglich beabsichtigte der Teufel, mit dem hergeleiteten und zusammengestauten Wasser die Täler zu überfluten. Doch die Bewohner beteten in ihrer Not zu Gott um Abwendung der drohenden Gefahr; und als der Teufel einsehen mußte, daß all seine Mühe umsonst war, da ließ er zornig sein begonnenes Unheilswerk liegen, und so blieben die Moore zurück. Seine Sippschaft, die er inzwischen aber auf der Hohen Rhön angesiedelt hatte, versank im Roten Moor.“

Von dem versunkenen Dorf Poppenrode handelt eine weitere Sage:
Das Dorf Poppenrode ist wegen des lasterhaften Lebens seiner Bewohner versunken. Zwei oder drei tugendsame Jungfrauen sollen übriggeblieben sein. Sie kamen oft nach Wüstensachsen, mischten sich unter die Tänzerinnen und sangen wunderschöne Lieder. Um die zwölfte Stunde wurden sie immer von einer Taube, der sie folgten, abberufen. Eines Nachts verspäteten sie sich bei der Rückkehr und verschwanden danach für immer. Die Jünglinge des Dorfes suchten sie lange vergeblich, bis ihnen ein lichtgrauer Mann erschien, der sprach: „Euer Suchen ist all vergebens; nehmt aber eine Rute, schlagt mit ihr auf das rote Moor und besehet sie dann“. Als die Jünglinge dies taten, sahen sie, dass von der Rute Blut abfloss, zum Zeichen, dass sie die schönen Tänzerinnen nie wiedersehen würden.

## Pollenanalyse

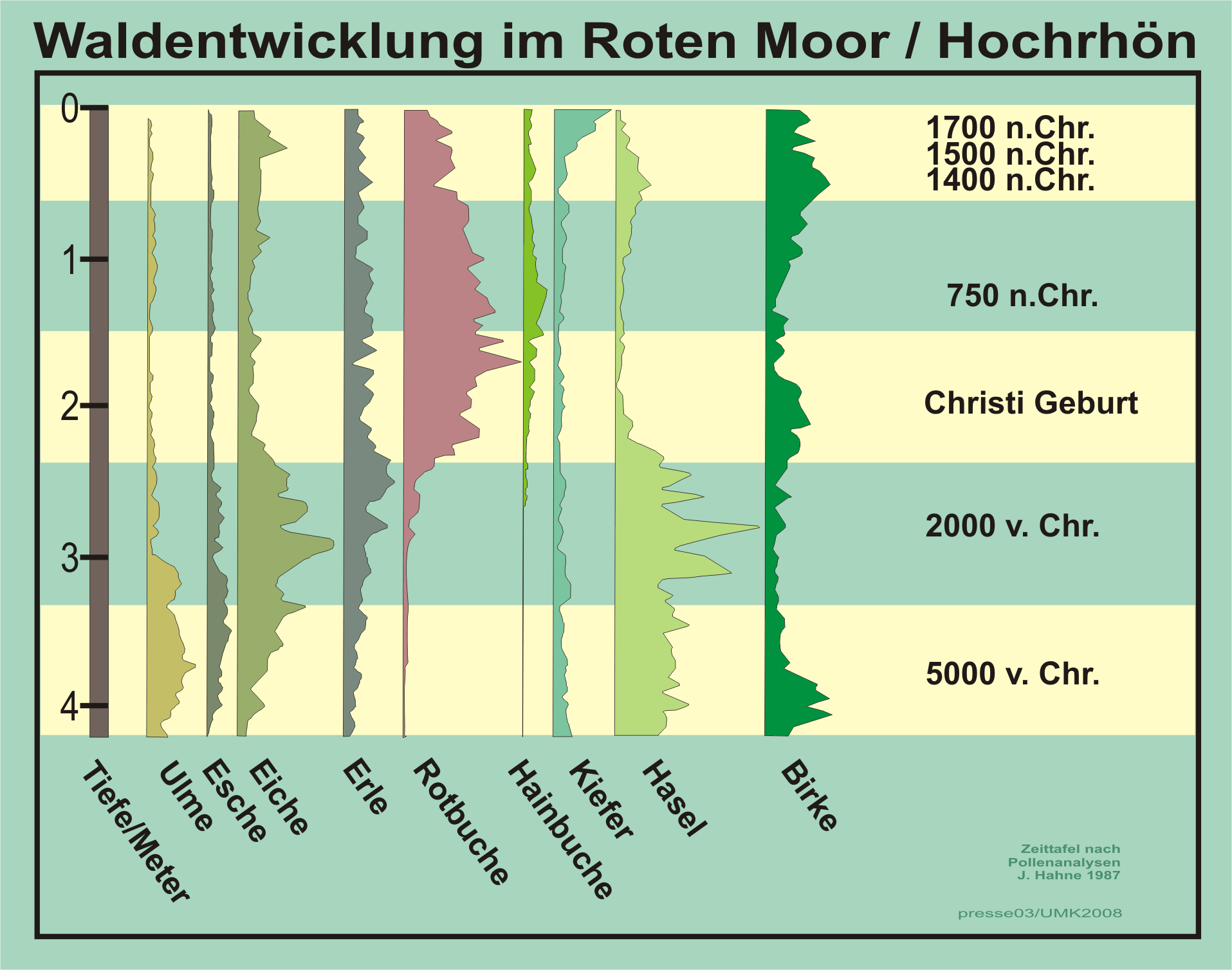
Pollendiagramm von einem etwa vier Meter mächtigen Moorprofil aus dem Roten Moor

Anhand charakteristischer Pflanzenreste im Torf lassen sich die Entwicklungsstadien des Moores rekonstruieren. Durch die in ihrer historischen Aufeinanderfolge in den Torfschichten eingeschlossenen Pflanzen ist das Rote Moor ein Archiv seiner eigenen Entwicklungsgeschichte.
Im Torf ist aber außer den Resten der Moorpflanzen auch manches konserviert, was von außerhalb in das Moor hineingeweht wurde oder hineingefallen ist. In dieser Hinsicht ist der Blütenstaub (Pollen), der nicht nur von den Moorpflanzen stammt, sondern auch aus der näheren oder weiteren Umgebung herangeweht worden ist, von großer Bedeutung. Eine ziemlich genaue Vorstellung von der Pflanzendecke der Moorumgebung liefert die mikroskopische Untersuchung des Pollengehalts der Schichten, die Pollenanalyse. Zudem ist es möglich, mit physikalischen Methoden die Entstehung der einzelnen Torfschichten zu ermitteln. Das Rote Moor liefert recht genaue Informationen über die Entwicklungsgeschichte der Pflanzendecke. Schon vor 80 Jahren nahm man im Roten Moor pollenanalytische Untersuchungen vor. Damit gehört das Moor zu den Orten in Deutschland mit der ältesten vegetationsgeschichtlichen Forschung.
Anhand dieser Untersuchungen lässt sich die Entwicklung der Pflanzendecke in der Rhön während die letzten 10.000 Jahre rekonstruieren. Mit Hilfe der Pollenanalyse lässt sich auch der Landschaftswandel durch die Einwirkung des Menschen nachvollziehen. Einen Überblick dazu gibt eine Analyse der letzten 1200 Jahre, beginnend mit der Gründung des Klosters Fulda. Die Rodung der Buchenwälder ist durch einen auffälligen Rückgang des Anteils an Buchenpollen dokumentiert. Vermehrte Gräserpollen weisen auf die Auflichtung der Wälder als Folge der Waldweide hin. Aus der Ackernutzung resultieren große Mengen von Getreide-, vor allem Roggenpollen. Hinzu kommen auch Pollenfunde von charakteristischen Ackerwildkräutern. Diese pollenanalytischen Befunde fallen um 1000 nach Christus in die Zeit der Rhönbesiedlung.
Aber auch die spätmittelalterliche Wüstungsperiode, als im 14. und 15. Jahrhundert zahlreiche Siedlungen aufgegeben wurden, ist aus der Pollenanalyse ersichtlich. Dabei fielen ausgedehnte Ackerflächen brach und es entwickelte sich wieder Wald. Das führte zu einem Anstieg des Pollenniederschlages der sich rasch ansiedelnden Birken. Darauf folgte ein Anstieg der Buchenpollen, da sich auch dieser Laubbaum langsam wieder einfand. Ein ähnlicher Verlauf ist im Dreißigjährigen Krieg zu beobachten. Damals befanden sich die Schweden nur fünf Kilometer südwestlich vom Roten Moor. Sie unterhielten ein befestigtes Lager und zerstörten das östlich vom Moor gelegene Dorf Rotenmoor.
In den Hochlagen ließ seit Beginn des 20. Jahrhunderts die Nutzung des ertragsarmen Grünlandes mehr und mehr nach, und Gehölze wie die Karpatenbirke und Ohr-Weide breiteten sich aus. Es kam auch zu den ersten ausgedehnten Aufforstungen mit Nadelgehölzen, wie der Fichte, die nur in der Hochrhön vertreten ist. Dies spiegelt sich alles in den obersten Teilen der Pollendiagramme deutlich wider. Der Torf enthält auch Pollen von Heidekraut und Sonnentau sowie Sporen der Torfmoose.

## Torfprofile
Neben den Pollen geben die im Torf enthaltenen pflanzlichen Gewebereste eindeutige Hinweise auf die Moorvegetation und ihre Entwicklung. Sie erlauben eine Zuordnung der Torfe zu einem Niedermoor-, Übergangsmoor- und Hochmoorstadium. Schilfrohr und Teich-Schachtelhalm sind charakteristisch für Niedermoortorfe. In Übergangsmoortorfen befinden sich unter anderem Reste des Fieberklees und der Blumenbinsen sowie von Birken. Hochmoortorfe sind von Torfmoosen, Scheiden-Wollgras und Heidekraut gekennzeichnet.
Durch ein oder mehrere solche Torfprofile lässt sich die Entwicklungsgeschichte des gesamten Moores rekonstruieren. Ein Torfprofil aus dem Großen Roten Moor ist im Vonderau Museum in Fulda ausgestellt. Die obersten Schichten des Profils sind aufgrund der Durchlüftung bereits bis in zehn Zentimeter Tiefe erdig-krümelig verwittert. Die Schichten werden von Wurzeln der Besenheide und der Rauschbeere durchzogen. Das Hochmoortorf erstreckt sich mit deutlich erkennbaren Pflanzenteilen bis in 2,06 Meter Tiefe. Dieser Bereich wird zum größten Teil von blutbildenden Torfmoosen, wie dem Rötlichen Torfmoos (Sphagnum rubellum) und dem Braunen Torfmoos (Sphagnum fuscum) und überwiegend dem Magellans Torfmoos (Sphagnum magellanicum) aufgebaut. Die oberen, jüngeren Schichten bis 1,5 Meter Tiefe bestehen aus Torfmoosen. Dazwischen liegen vereinzelt dünne Schichten vom Spieß-Torfmoos (Sphagnum cuspidatum), das in wassergefüllten Schlenken wächst.
Hinzu kommen mit geringen Anteilen Scheiden-Wollgras und Heidekrautgewächse. In Lagen mit stärkerer Zersetzung infolge verringerter Durchnässung sind sie reichlicher vertreten. Im Torf sind keine Baumwurzeln vorhanden, was bedeutet, dass das Hochmoor baumfrei war. Bis zu zwei Millimeter Torf lagerten sich pro Jahr im Hochmoortorf ab, das entspricht, bedingt durch die trocknungsbedingte Schrumpfung etwa 0,6 Millimeter Höhe in dem Profil. Die 2,06 Meter starke Profilschicht wird bis 60 Jahre vor Christi Geburt zurückdatiert.
Das Übergangsmoor reicht von 2,06 bis 2,36 Meter Tiefe. Darin befinden sich Scheiden-Wollgras und sehr viele Birkenwurzeln, teilweise größere Birkenstubben, dazu reichlich Zwergstrauchreste, vor allem Heidekraut, und wenige Torfmoose. Im unteren Torfprofilabschnitt befindet sich auch die Blasenbinse. Dieses Torfprofil reicht von 60 bis etwa 800 Jahre vor Christi Geburt. Unterhalb von 2,36 Metern beginnt der Abschnitt des Blasenbinsen-Torfs, welcher bis etwa 3,9 Meter reicht. Darin sind reichlich Reste von Blasenbinse, dazu Früchte von Seggen und Blutauge, teilweise auch kleinere Birkenwurzeln, oben Schlamm-Segge und etwas Scheiden-Wollgras, nach unten zunehmend Teichschachtelhalm- und Fieberklee-Reste, auch Fieberkleesamen. Diese Schicht umfasst den Zeitraum von 800 bis etwa 5000 Jahre vor Christi Geburt.
Der Bereich des Niedermoortorfes reicht von etwa 3,9 bis 4,42 Meter Tiefe. Darin befinden sich stark zersetzter Torf mit Schilf- und Teichschachtelhalm-Resten, kleinen Birkenwurzeln und lagenweise sehr viel Birkenrinde. Der Altersbereich umfasst den Zeitraum von etwa 5000 bis 8000 Jahren vor Christi Geburt. Von 4,42 Meter Tiefe bis etwa 4,5 Meter Tiefe ist der Schilf-Schachtelhalm-Torf mit umgelagertem Laacher Bimstuff vermischt, der in 4,5 bis 4,58 Meter Tiefe liegt. Der Lacher Vulkan in der Eifel brach im Jahr 9080 vor Christi Geburt aus. Die gelbliche Vulkanasche ist teilweise zusammengeschwemmt und von Wurzeln und Rhizomen von Sauergräsern locker durchzogen.
Anschließend im Profil befindet sich der mineralfreie Ried-Moostorf. Dieser Bereich reicht von etwa 4,58 bis 4,9 Meter Tiefe. Darin befinden sich Laubmoose und feine Wurzeln von Sauergräsern, aber keine Birkenwurzeln. Die Datierung reicht bis etwa 10.000 Jahre vor Christi Geburt zurück. Darunter befindet sich der mineralische Untergrund aus Ablagerungen des Tertiärs. Dieser Bereich beginnt ab 4,9 Meter Tiefe, und besteht aus grauem, wasserundurchlässigem Ton mit vielen kleineren und einzelnen größeren Basaltbrocken.

## Besiedlung
In unmittelbarer Nähe des Roten Moores entstanden im 16. Jahrhundert mit Mohrdorf und Hasenhof zwei Ansiedlungen. Im weiteren Umfeld in den Hochlagen besiedelten die Menschen weitere Flächen. Mit dieser Siedlungspolitik wollte das Bistum Fulda den würzburgischen Expansionsbestrebungen Einhalt bieten.

### Wüstung Mohrdorf

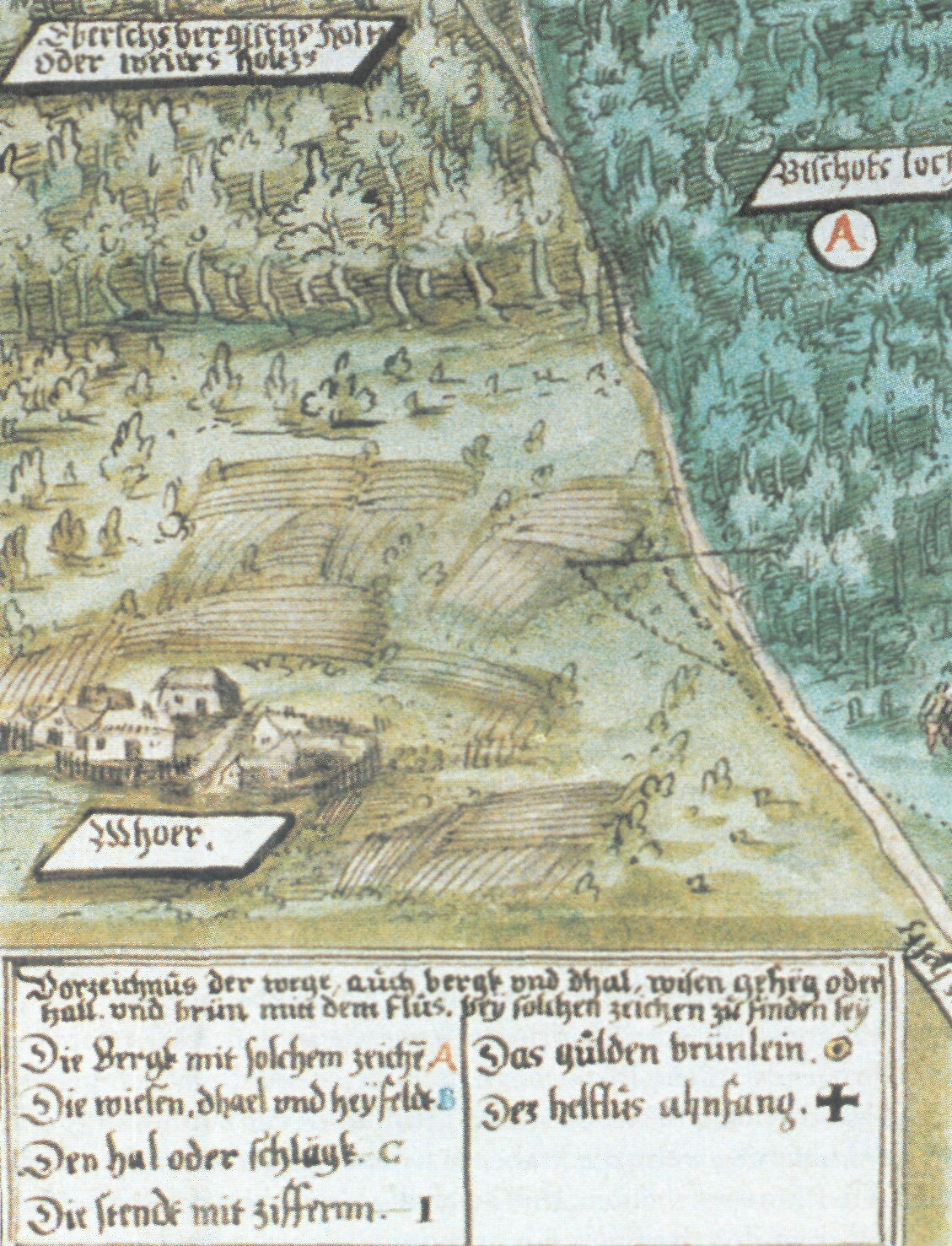
Karte (Ausschnitt) vom Dorf Rothenmohr, aus dem Jahre 1584

Ab 1545 gab es in unmittelbarer Nähe des Moors ein Dorf namens Rotenmohr, oder auch Mohrdorf genannt. Es lag am westlichen Hang des Ottiliensteins. Im sehr trockenen und heißen Sommer 1540 brannte das Moor wochenlang. Der Grundherr dieses Gebietes, Ulrich von Weihers zu Haselbach, wusste keine andere Verwendung für dieses Areal als dort Bauern ansässig zu machen. Das zunächst vier Häuser umfassende Dorf wurde ständig vergrößert. Es gehörte zur Herrschaft Gersfeld und umfasste im Jahre 1634 36 Häuser. Die Bewohner führten dort ein sehr bescheidenes und entbehrungsreiches Leben. Die Besitzer der Höfe wechselten oft, denn „es sey nie nichts gut’s uf dem Moor, auch nichts darauf zu erlangen gewesen“, wie es ein einstiger Bewohner erklärte. Die Bewohner bauten Gerste und Hafer an, die nicht immer ausreiften, und betrieben Viehwirtschaft.

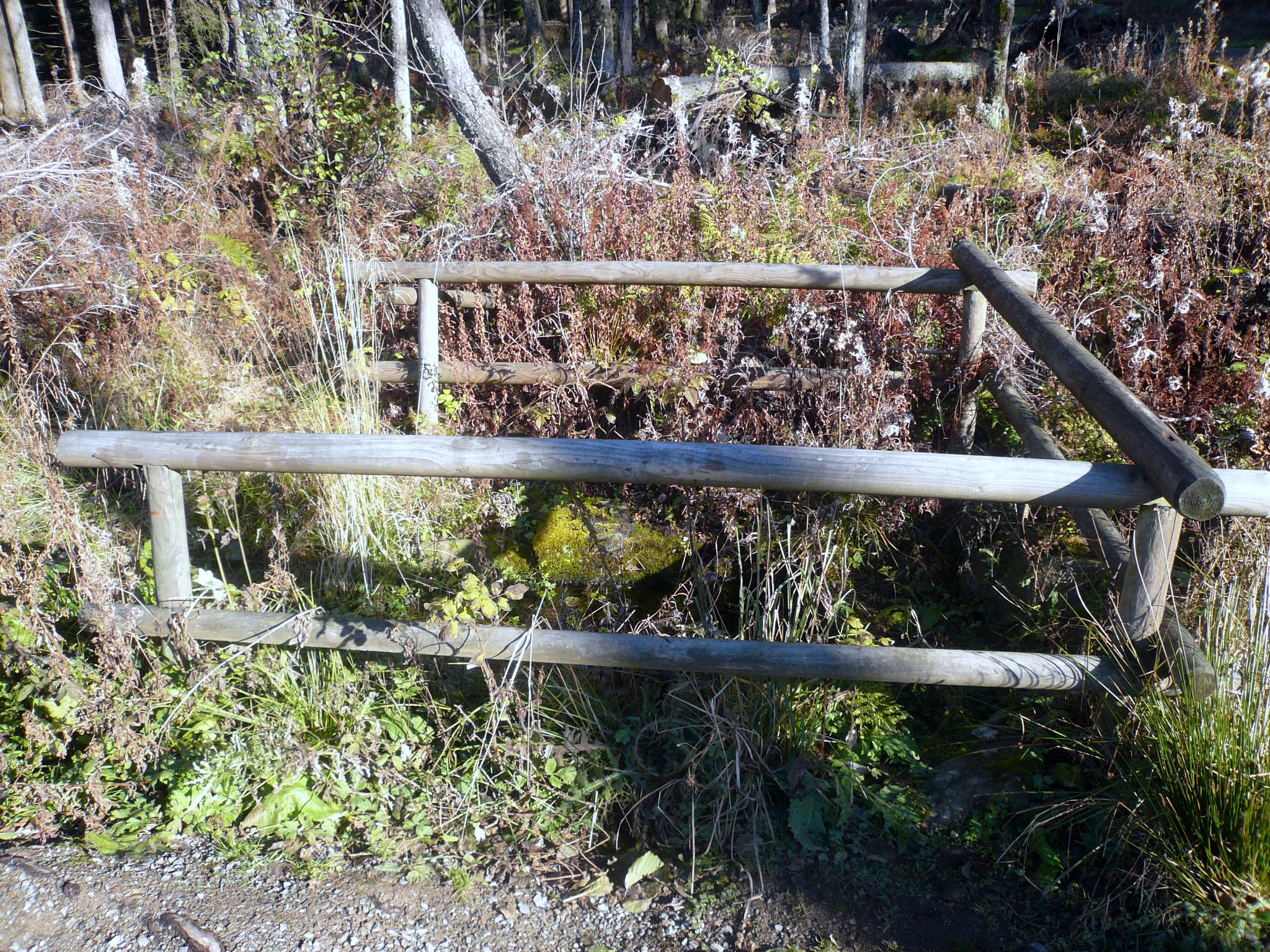
Dorfbrunnen des ehemaligen Mohrdorfes

Mitte des Dreißigjährigen Krieges setzten sich Schweden und ihre hessischen Verbündeten nach der Schlacht bei Nördlingen in der Rhön fest. 1634 zerstörten kroatische Truppen das Dorf und brannten es nieder. Es wurde nicht wieder aufgebaut, der letzte Schultheiß von Mohr hieß Lorenz Laudenbach. Die Bauern, die nicht Seuchen zum Opfer gefallen waren, zogen in unterfränkische Dörfer. Von dort aus bewirtschafteten sie ihre Grundstücke extensiv. Ihre Herrschaft versuchte ohne Erfolg, die Bauern nach Kriegsende zum Wiederaufbau ihrer Höfe zu bewegen. Sie bevorzugten es, in einem klimatisch günstigeren Landstrich zu bleiben, und nur in der Sommerzeit das Rhöngras zu mähen.
1811 fand man noch die Ruinen von 31 ehemaligen Höfen; die Dorflinde stand noch im Jahre 1816. 1969 gelang es, einige Hausgrundrisse freizulegen und der Dorfbrunnen erhielt eine neue Fassung. An dem Brunnen steht heute im Wald in der Nähe der Bundesstraße 278 eine Informationstafel, die auf die Wüstung hinweist.

### Wüstung Hasenhof
Der Hasen- oder Haselhof am westlichen Moorrand gehörte der Gersfelder Herrschaft und wurde, wie Mohrdorf, im Dreißigjährigen Kriege zerstört. Er lag an der vielbegangenen Straße nach Bischofsheim, wo alle Kriegsheere vorbeizogen. Bald nach Kriegsende baute man ihn als quadratischen Vierseithof mit einer Seitenlänge von etwa 30 Metern wieder auf und bewirtschaftete ihn bis in das 18. Jahrhundert als Schafhof. Danach wurde der Hof verpachtet und 1817 auf Abbruch nach Bischofsheim verkauft. Die anderweitig verpachteten Felder und Wiesen forstete man nach dem Zweiten Weltkrieg auf. Heute sind nur noch wenige Fundamentreste und der ehemalige Weiher des Hasenhofes zu sehen.

## Tourismus
Das Rote Moor ist touristisch gut erschlossen und ein beliebtes Ausflugsziel in der Rhön. Es ist frei zugänglich, und der Bohlensteg vom Informationspavillon zum Aussichtsturm ist rollstuhlgerecht ausgebaut. Es werden mehrmals in der Woche geführte Wanderungen durch das Moor angeboten. Etwa 500 Meter östlich vom Informationspavillon des Roten Moores, an der Straße von Wüstensachsen nach Bischofsheim in der Rhön (B 278), befindet sich ein großer Parkplatz und das Haus am Roten Moor, mit Sanitäranlagen, Kiosk und Informationstafeln. Das Haus wurde in Holzrahmenbauweise mit einer Fläche von etwa 150 Quadratmetern errichtet und am 3. September 2004 eröffnet. Von diesem Parkplatz gelangt man zum Haupteinstieg in das Loipenzentrum Rotes Moor.